# Marioupol
Cet article possède un paronyme, voir Mariopol.
Marioupol (en ukrainien : Маріуполь ; en russe : Мариуполь) est une ville portuaire et industrielle de l'oblast de Donetsk, en Ukraine. Dénommée Jdanov de 1948 à 1989, c'est aussi l'ancienne capitale de la région historique de Méotide. Sa population, qui mélange Ukrainiens et Russes ainsi qu'une minorité grecque, s'élevait à 431 859 habitants en 2021.
Elle appartient de jure à l'Ukraine. Lors de l'invasion de l'Ukraine par la Russie, à partir du 24 février 2022, ce port stratégique du Donbass est assiégé puis pris par les forces russes et détruit ou endommagé à 90 %, au prix de lourdes pertes civiles. Ce qui reste de la ville et de ses habitants est occupé et russifié.

## Géographie

### Localisation
Marioupol est située sur la mer d'Azov, à l'embouchure du fleuve Kalmious, à 105 km au sud de Donetsk et à 635 km au sud-est de la capitale Kiev.

### Climat
Le climat de Marioupol est de type tempéré continental et marqué par de fréquentes sécheresses et des orages en été, et le brouillard en hiver. La température moyenne en janvier est de −5,2 °C et en juillet de 22,7 °C. La moyenne des précipitations est de 450 mm par an.

### Voies de communication et transports
Par sa gare, la ville est reliée depuis 1889 à Moscou, Kiev, Lviv, Saint-Pétersbourg, Minsk, Briansk, Voronej, Kharkiv, Poltava ou encore Slaviansk-na-Koubani. Elle possède aussi les gares de Marioupol-Port, de Marioupol-Sotuvalny et de Sartana.
Le port de Marioupol est relié à la mer d'Azov et possède sa gare.
L'aéroport de Marioupol existe depuis les années 1930 et est entièrement reconstruit en 2003.
Les transports urbains et inter-urbains sont représentés par des lignes de tramways depuis 1933, des lignes de trolleybus depuis les années 1970, d'autobus et de taxis collectifs.

## Toponymie
La ville de Marioupol, dont le nom signifie en grec « Ville de Marie », est renommée Jdanov en 1948, en référence à un proche de Staline, Andreï Jdanov. Elle retrouve son nom d'origine en 1989.

## Urbanisme
La vieille ville de Marioupol, qui se trouve dans un périmètre compris entre la côte de la mer d'Azov au sud, le fleuve Kalmious à l'est, le boulevard Chevtchenko au nord et l'avenue des Métallurgistes à l'ouest, est construite d'immeubles bas et d'anciennes maisons particulières qui gardent tout leur cachet de l'époque d'avant 1917. Seules la rue Artiom et l'avenue Lénine ont été construites après la Grande Guerre patriotique.
La partie centrale comprise entre l'avenue des Métallurgistes et l'avenue Boudivelnikov est surtout composée d'immeubles administratifs ou commerciaux, avec le bâtiment de la municipalité, la poste centrale, le cinéma Loukov, l'université des humanités de Marioupol, l'université technique d'État de l'Azov, la bibliothèque centrale Korolenko et de grands centres commerciaux.
L'architecture des autres quartiers, plus résidentiels (Zakhidny, Skhidny, Kirov, Tcheremouchki, les 5e et 17e arrondissements) comportent des immeubles de la période soviétique de cinq à neuf étages. Les habitations privatisées représentaient 76,3 % des logements en 2003.

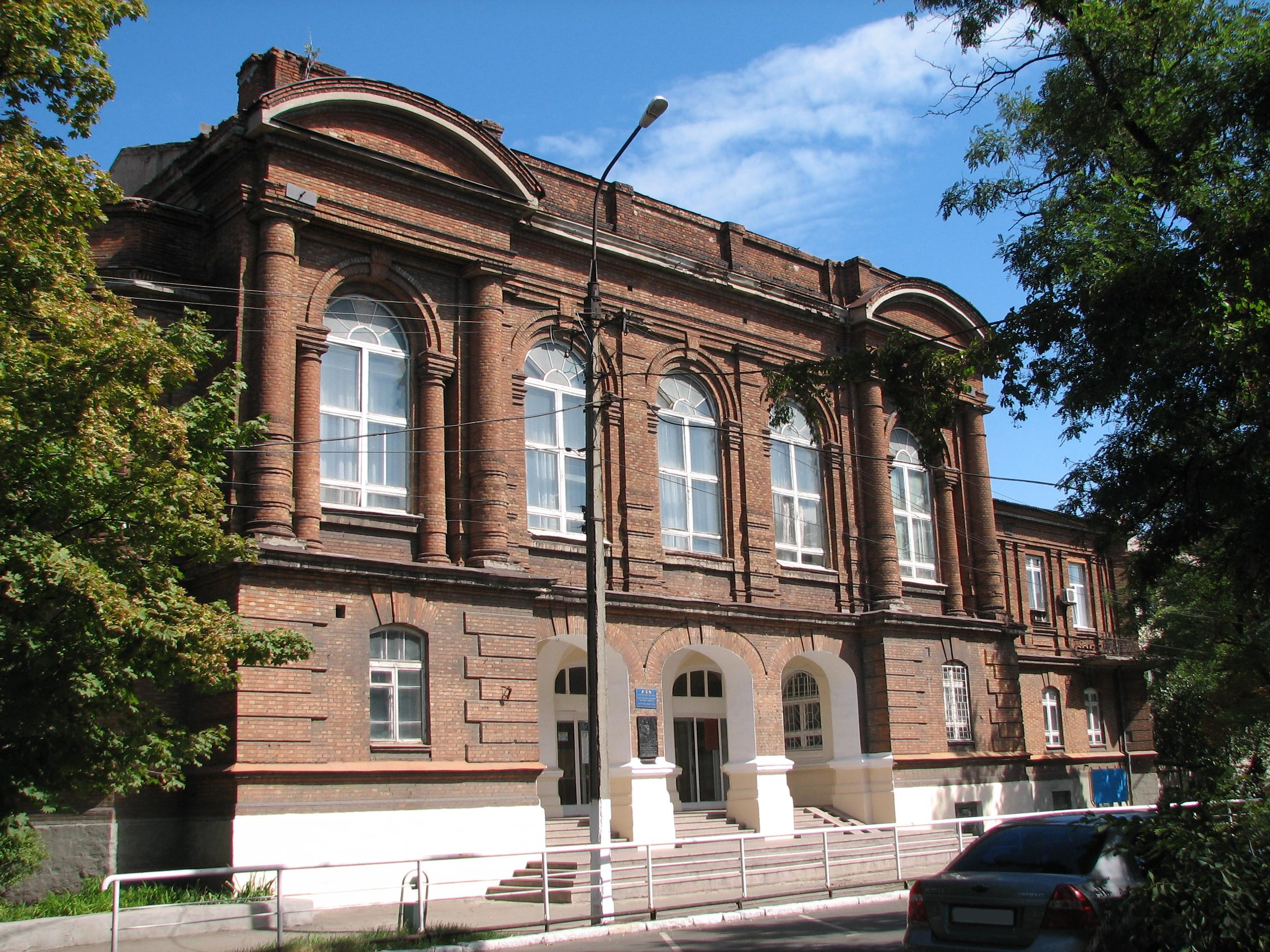
Ancien lycée de garçons construit à l'époque de l'Empire russe ouvrant en 1876.
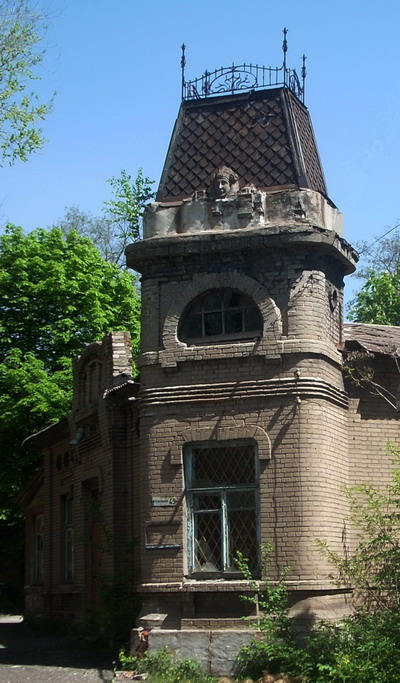
La Maison de la nymphe pleureuse.
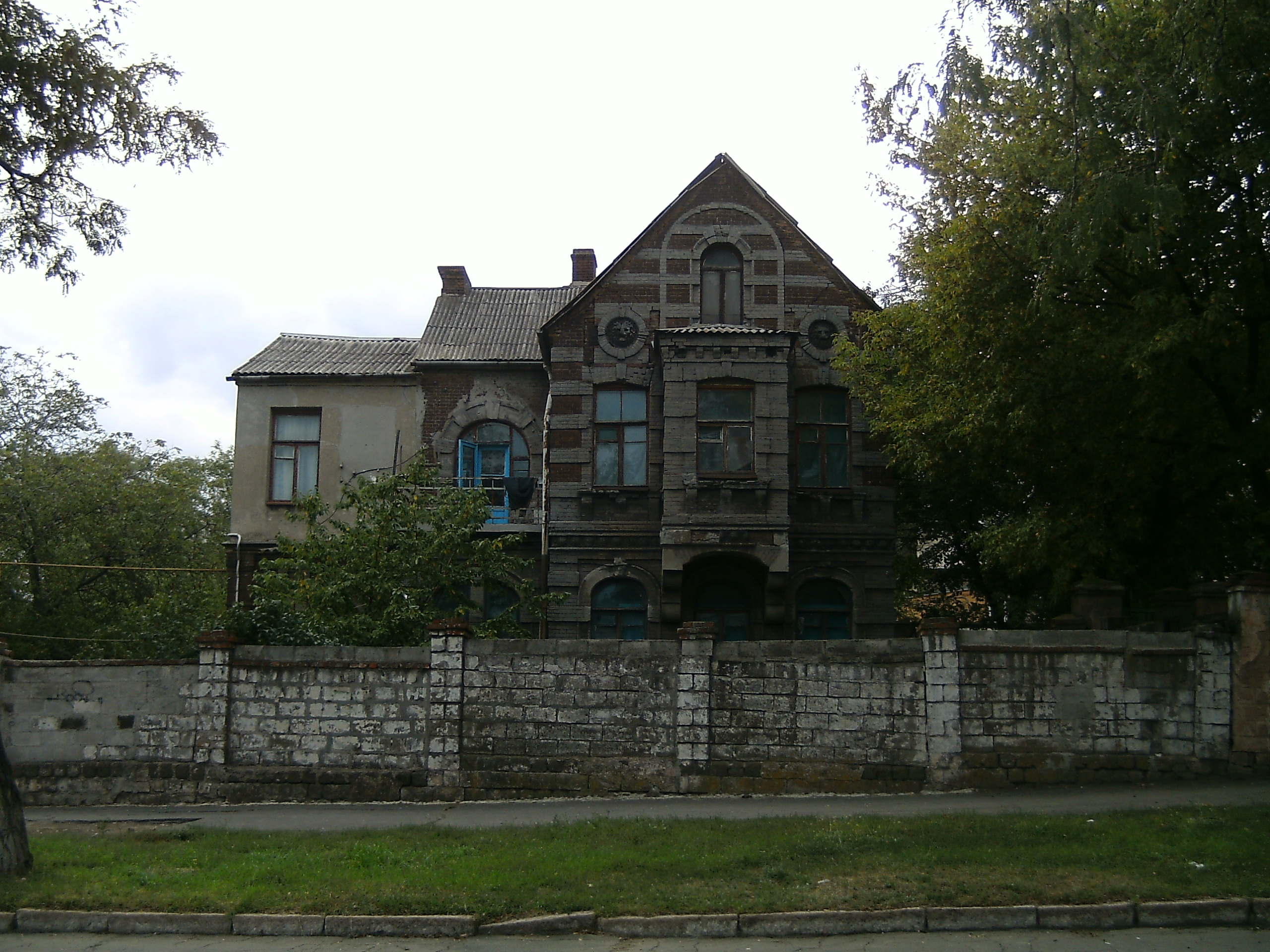
Maison des Lions construite par Victor Nilsen, vers 1900.
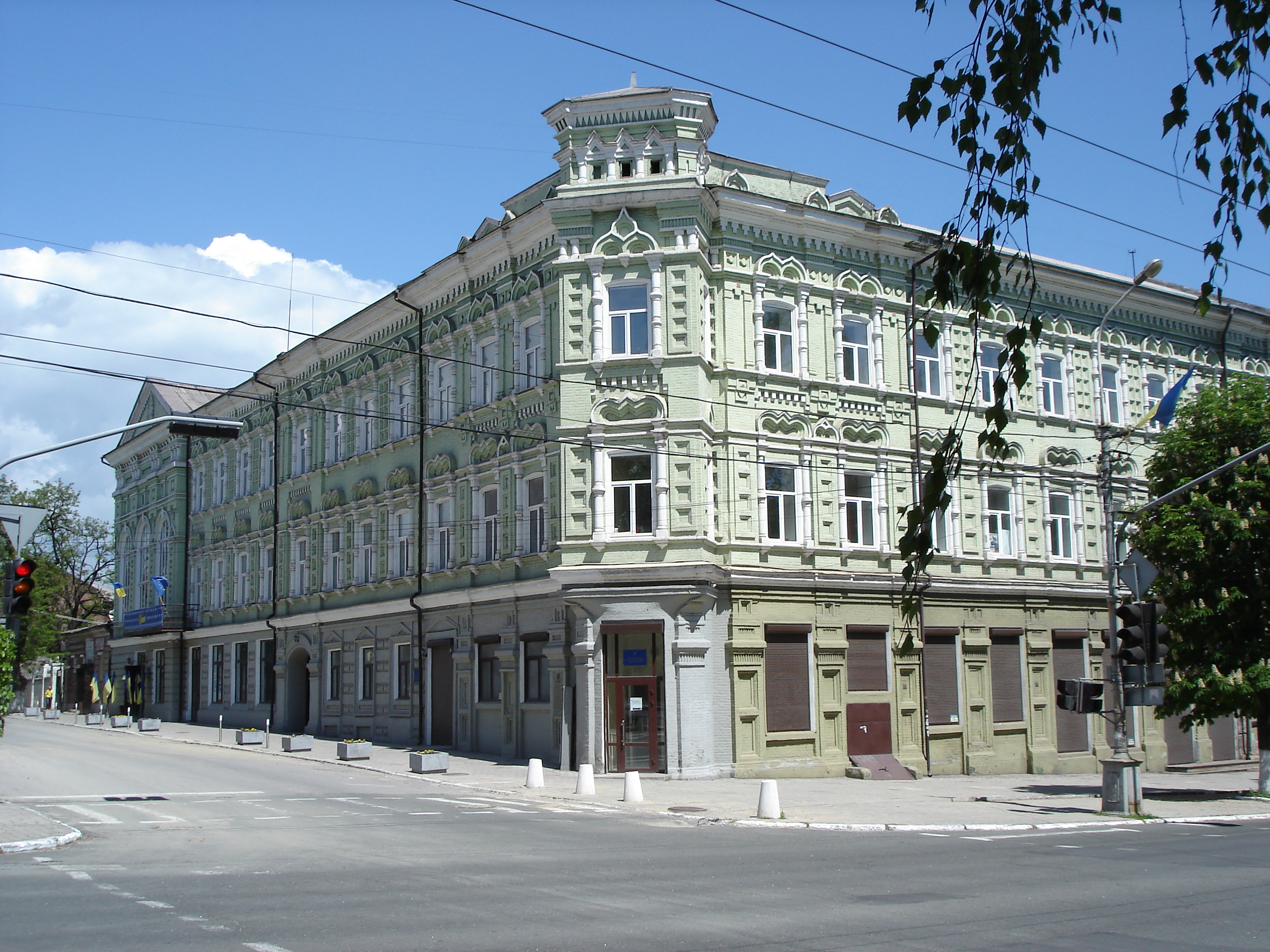
Ancien hôtel Continental construit dans la seconde moitié du XIXe siècle
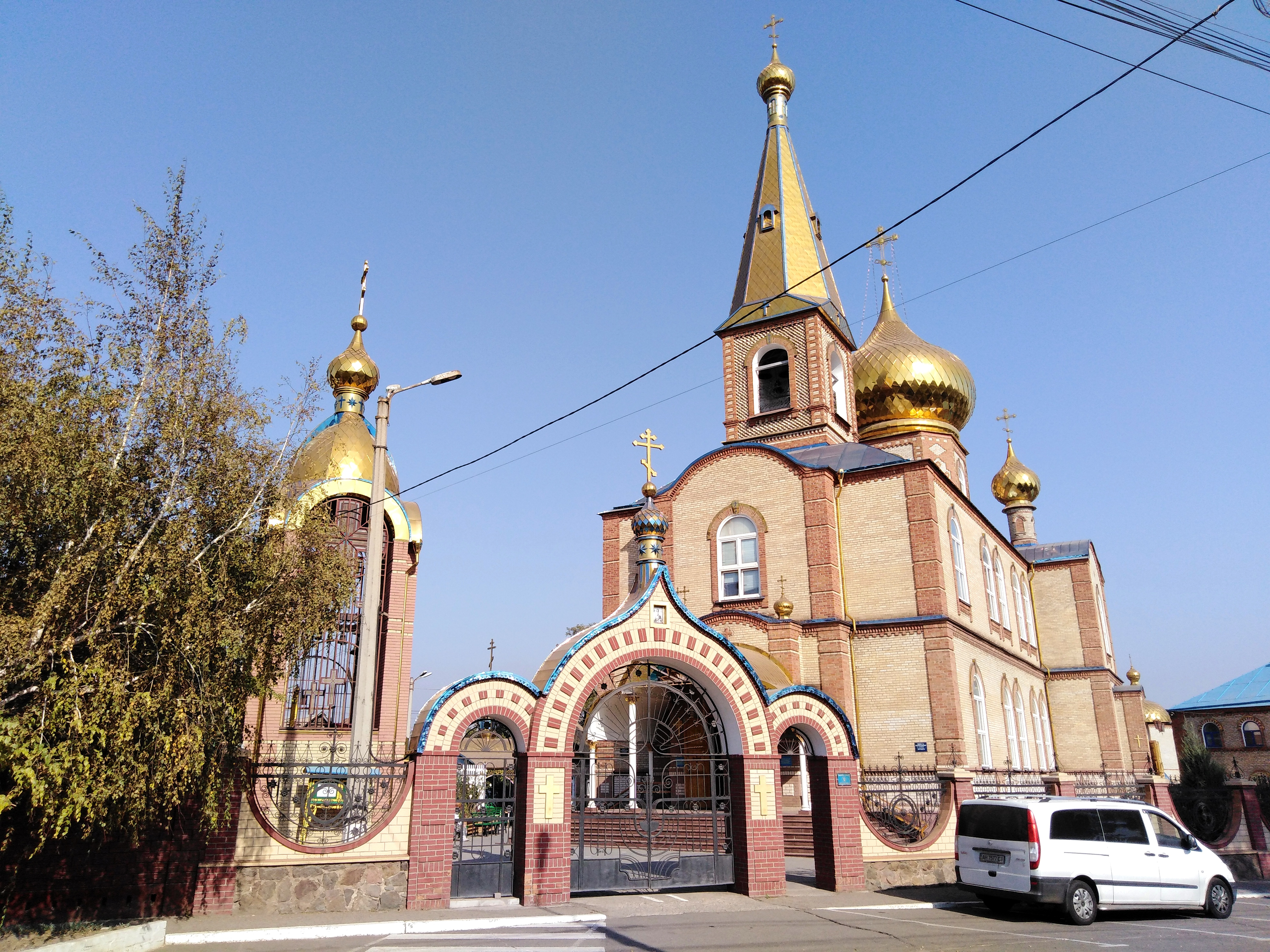
Cathédrale orthodoxe Saint-Nicolas.
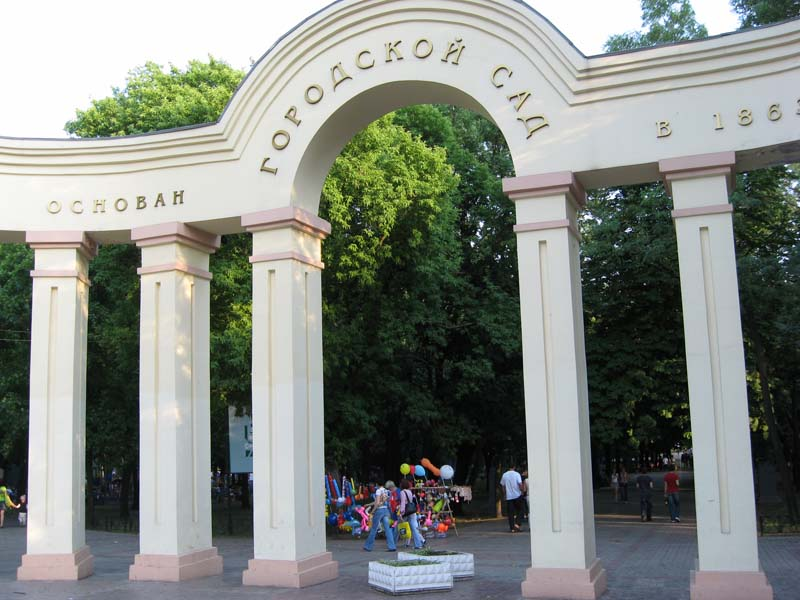
Entrée du jardin municipal.
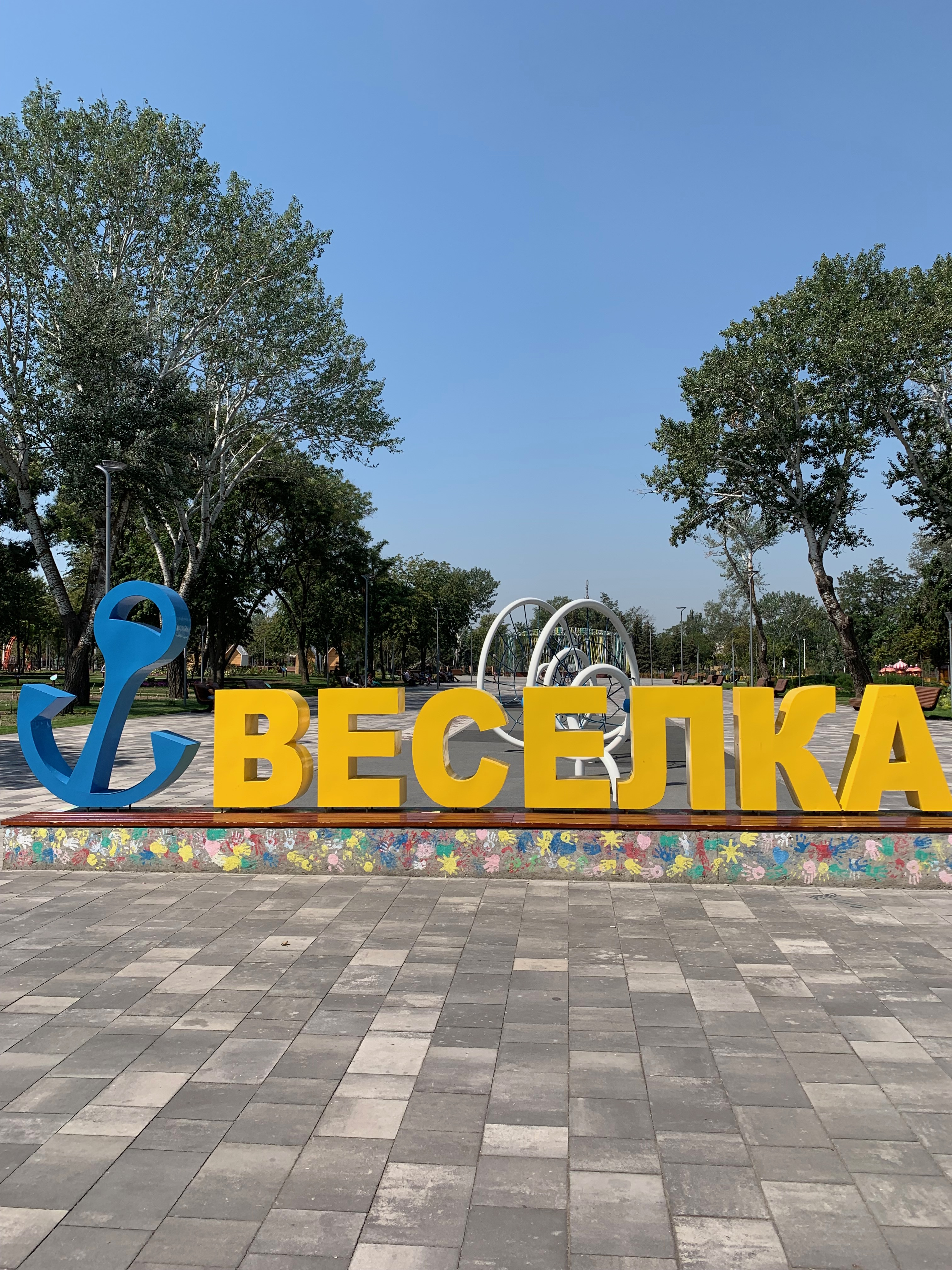
Entrée du jardin "Veselka".
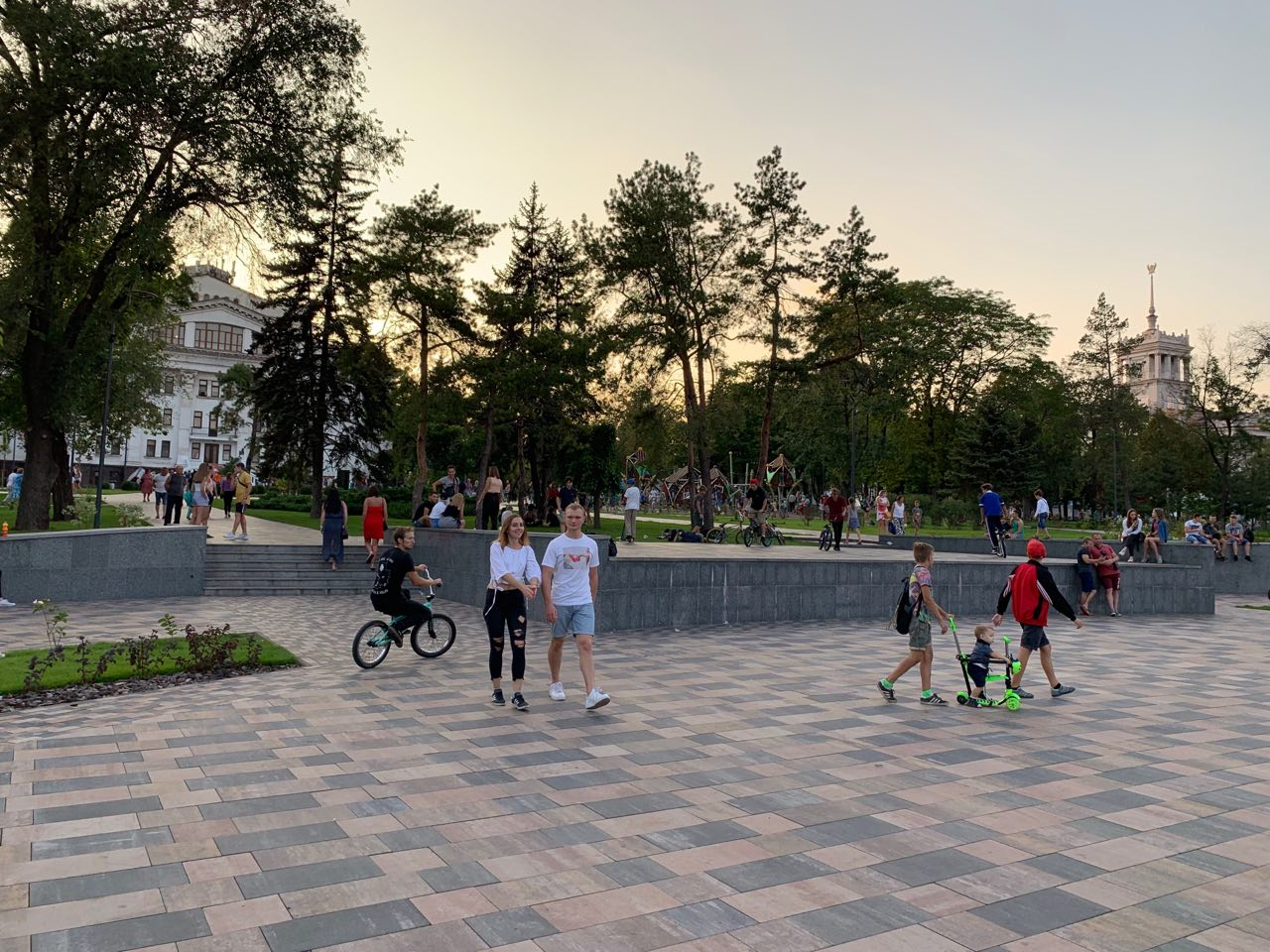
Place du Théâtre.

La ville de Marioupol possède plusieurs parcs et squares, les plus fréquentés étant le square de la Ville (place du Théâtre), le parc d'Attractions, le parc Gourov (ancien parc du Bicentenaire de Marioupol), le parc Petrovski, le jardin de la Ville (avec ses monuments aux héros de la Seconde Guerre mondiale) inauguré en 1863, le parc Vessiolka, le parc Azovstal, le parc de la Mer (anciennement du Cinquantenaire de la Révolution d'Octobre).
Marioupol est connue pour ses nombreux monuments commémoratifs, statues et sculptures, parmi lesquelles le buste du peintre Arkhip Kouïndji né à Marioupol, l'inévitable Taras Chevtchenko, fondateur de la langue littéraire ukrainienne dans la seconde moitié du XIXe siècle et l'inévitable Pouchkine représentant la langue russe. Les quatre statues de Lénine n'ont pas été déboulonnées, comme témoignages de l'histoire, contrairement à celle de Jdanov qui a été déboulonnée en 1990 ; on remarque en plus la statue du chanteur non-conformiste Vissotski (ancien mari de l'actrice russo-française Marina Vlady), inaugurée en 1998. Un buste du vainqueur de l'armée blanche, commandant d'un bataillon dans la région en avril 1919, Kouzma Anatov, a été inauguré en 1968 dans la rue du même nom. La Grande Guerre patriotique est le sujet d'une quinzaine de monuments, statues, chars, bustes, etc. en l'honneur de l'Armée rouge, de telle unité combattante, de tel fait glorieux ou de tel héros mort au combat pour la libération du pays de l'occupation du Troisième Reich, comme le monument des douze patriotes fusillés par les Allemands le 7 mars 1942. La grande statue commémorant la libération du Donbass domine le square de l'avenue Nakhimov. La flamme éternelle se trouve devant le monument aux victimes du nazisme (appelé « fascisme » par les pays de l'ex-URSS). Un monument aux victimes du stalinisme a été érigé place du Théâtre, ainsi qu'une grande croix, en 2008 au cimetière principal, en souvenir des victimes de la grande famine des années 1920 consécutive à la dékoulakisation. Une grosse pierre avec une plaque commémorative rappelle, dans une allée de l'avenue Lénine, les victimes de Tchernobyl.
Récemment, une statue du métropolite Ignace de Marioupol (1715-1786, canonisé en 1998 par l'Église orthodoxe) a été érigée près de la cathédrale Saint-Nicolas.

## Histoire

### L'Empire russe
Marioupol est connue au début du XVIe siècle comme la forteresse cosaque Kalmious, mais la ville naît véritablement après la migration de Grecs de Crimée en 1778-1780, guidés par le métropolite Ignace Kozadinos. Sous Catherine II de Russie, Marioupol connaît l'immigration des Grecs turcophones provenant de Crimée, qui se s'installent initialement à Chersonèse, Kertch et Théodosie à partir du VIe siècle av. J.-C. et qui sont chassés par les Ottomans. La voyageuse française Adèle Hommaire de Hell en fait une description lors de son voyage en 1840.
À la fin du XIXe siècle, Marioupol est transformée grâce au chemin de fer arrivé en 1889, à la création d'un grand port avec des représentations consulaires de l'Autriche-Hongrie, du Royaume-Uni, de l'Italie, de la Grèce, de la Sublime Porte, de la Belgique et de l'Empire allemand, et à la fondation d'usines sidérurgiques.

### La période soviétique
La ville se range du côté bolchévique le 30 décembre 1917, mais bientôt se trouve sur le front austro-hongrois et allemand, dont les armées l'occupent. Les occupants sont chassés par l'armée blanche en automne 1918. En 1919, pendant la guerre civile russe, la ville fut brièvement occupée par les Français venus y soutenir les armées blanches. L'Armée rouge les chasse le 29 mars 1919, mais doit reculer en mai suivant. Ce n'est qu'en mars 1920 que Marioupol se rend à la flottille rouge de la mer d'Azov. Les entreprises métallurgiques, comme les autres, sont nationalisées. Dans les années 1930, l'usine Azovstal voit le jour.
Pendant la Seconde Guerre mondiale, Marioupol est occupée par l'Allemagne nazie du 8 octobre 1941 au 10 septembre 1943. Les Allemands fusillent environ 10 000 habitants, envoient près de 50 000 jeunes gens et jeunes filles comme travailleurs forcés en Allemagne, déportent en camp de concentration 36 000 prisonniers dont la plupart ne survivent pas. 
L'exécution de Juifs de Marioupol fut effectuée par le Sonderkommando 10A, qui faisait partie de l'Einsatzgruppe D. Le chef était l'Obersturmbannführer Heinz Seetzen. Les Allemands fusillent environ 10 000 juifs de Marioupol du 20 octobre 1941 au 21 octobre 1941 à Berdiansk. 
Le Mémorial aux Juifs assassinés de Marioupol, également appelé « Mémorial Menorah », est un monument situé dans le cimetière de Berdiansk à l'est de la ville de Marioupol, en Ukraine, perpétuant le souvenir des victimes juives exterminées de Marioupol par les nazis au cours de l'Holocauste appelée en hébreu Shoah. Il est un monument culturel avec le numéro 99-142-3901,.
L'œuvre est constituée d'une menorah à sept branches, d'une étoile de David et de deux stèles commémoratives avec des inscriptions,:
- « Victimes du génocide fasciste – les Juifs de Marioupol ont été fusillés ici. octobre 1941 » («Здесь расстреляны жертвы фашистского геноцида - евреи Мариуполя. Октябрь 1941 года. Пусть их души будут связаны с живыми»)
- « Je donnerai dans ma maison et dans mes murs une place et un nom Préférables à des fils et à des filles ; Je leur donnerai un nom éternel » (Esaïe 56:5)

Marioupol fut libérée par la 44e armée du front du sud de l'Armée rouge.
En 1948, Staline renomma la ville Jdanov, en l'honneur de son proche collaborateur Andreï Jdanov qui y était né. La ville retrouva son nom originel en 1989 et la statue de Jdanov fut déboulonnée l'année suivante en raison de ses crimes de masse.
Depuis la dislocation de l'Union soviétique, de nombreux Grecs pontiques ont quitté Marioupol pour la Grèce.

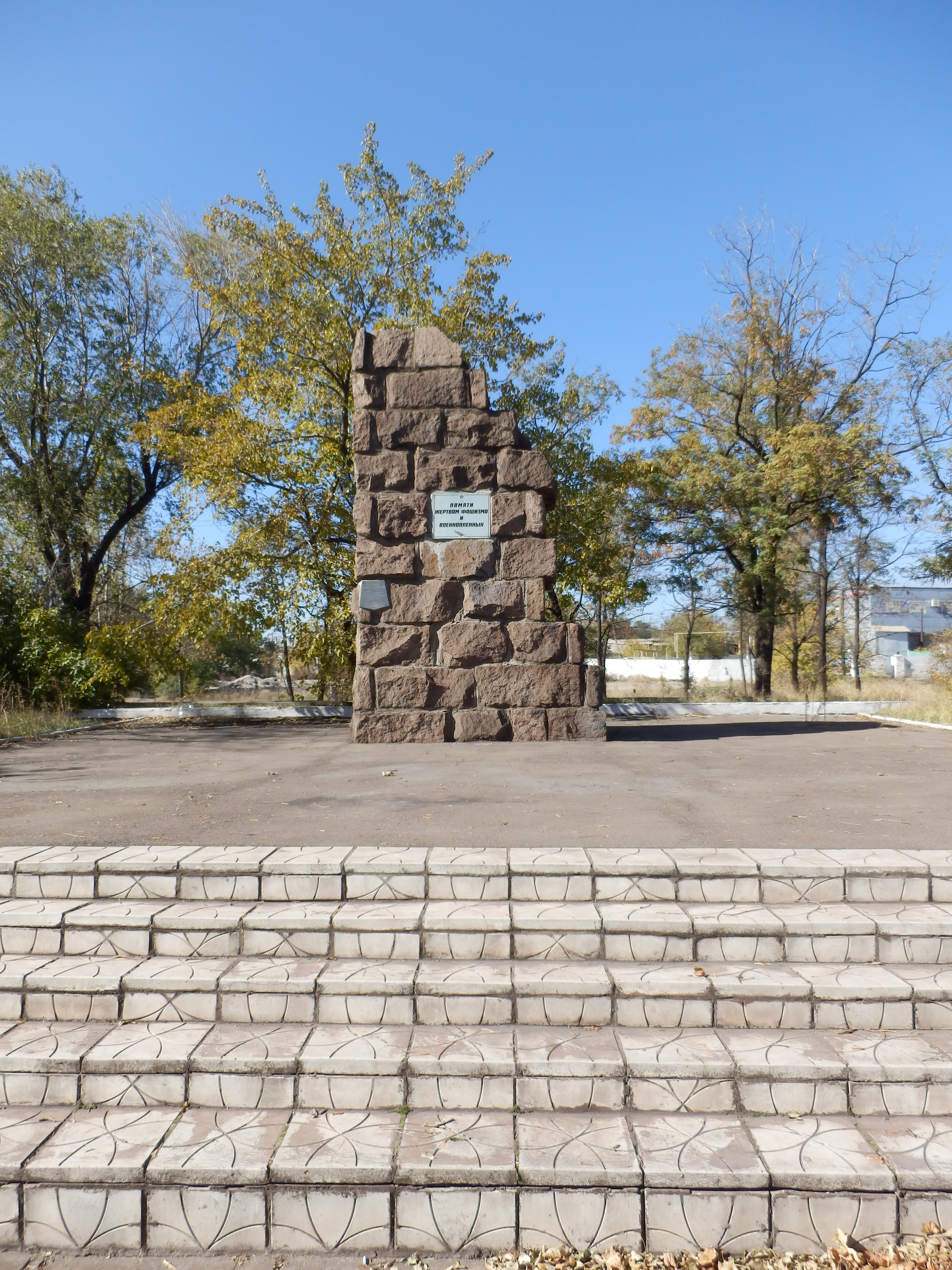
Monument aux victimes de la Seconde Guerre mondiale, civils et prisonniers de guerre classé[8].
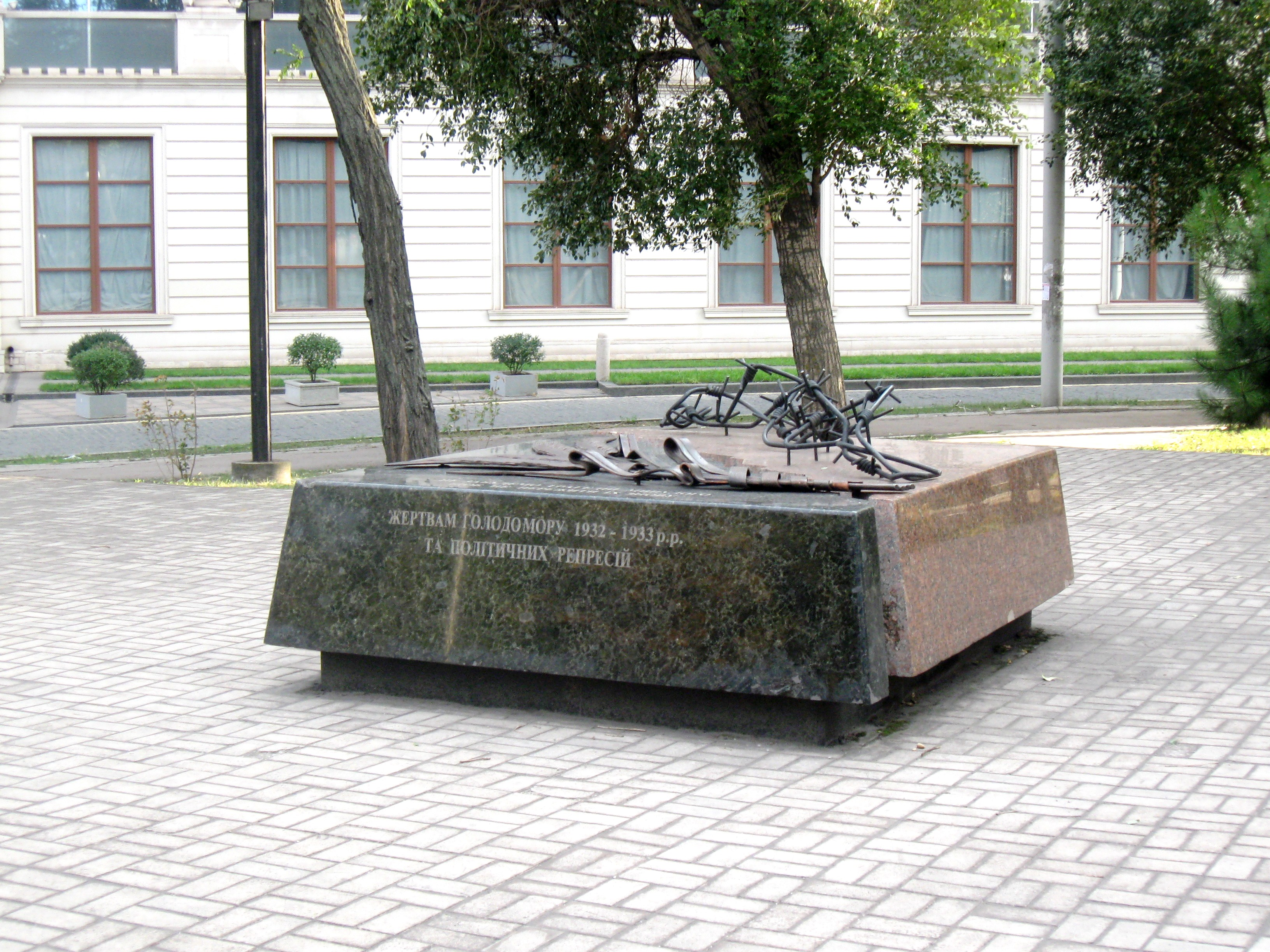
Monument aux victimes de l'Holodomor classé[9].
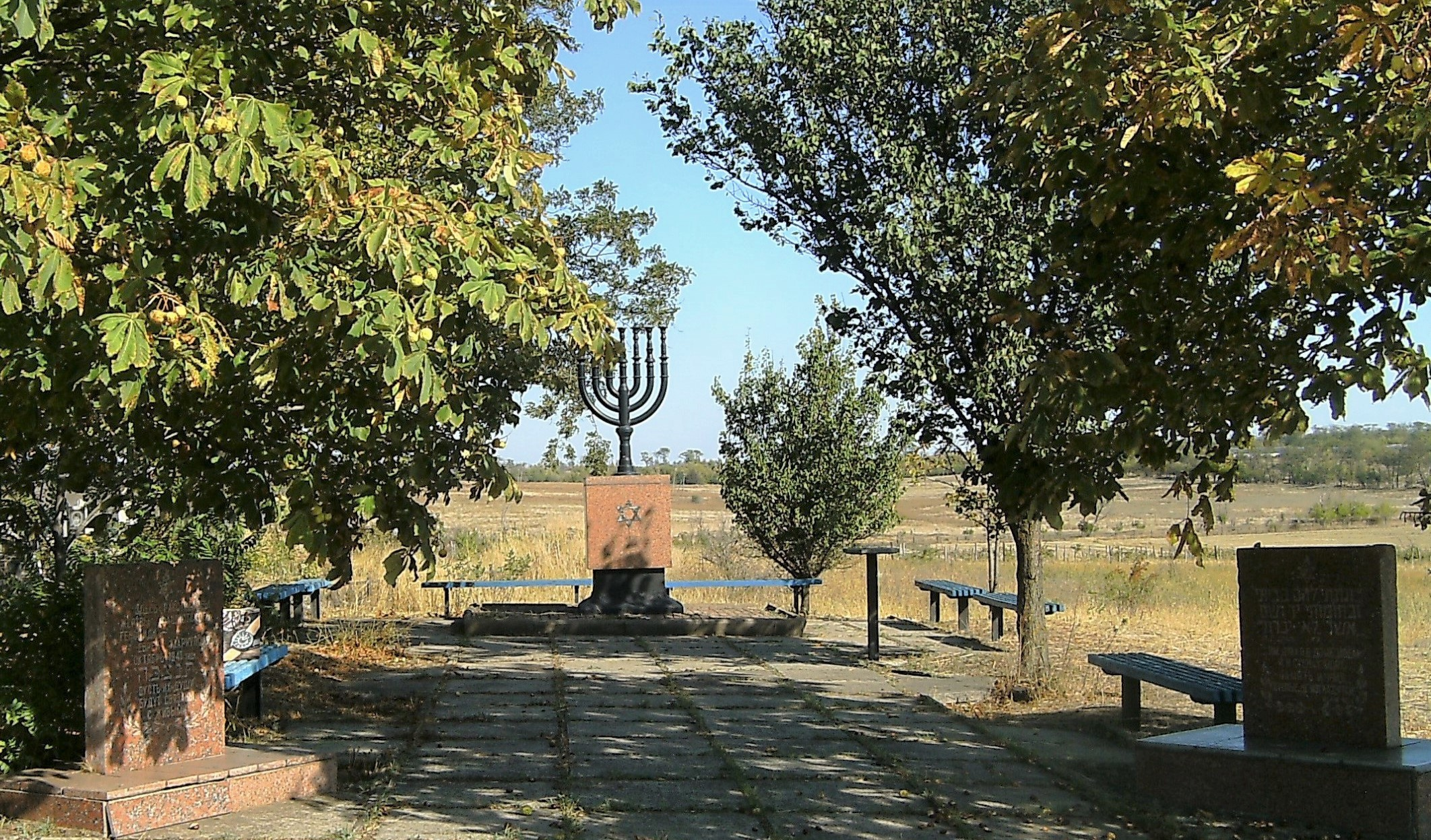
Le Mémorial aux Juifs assassinés de Marioupol également appelé « Mémorial Menorah ».
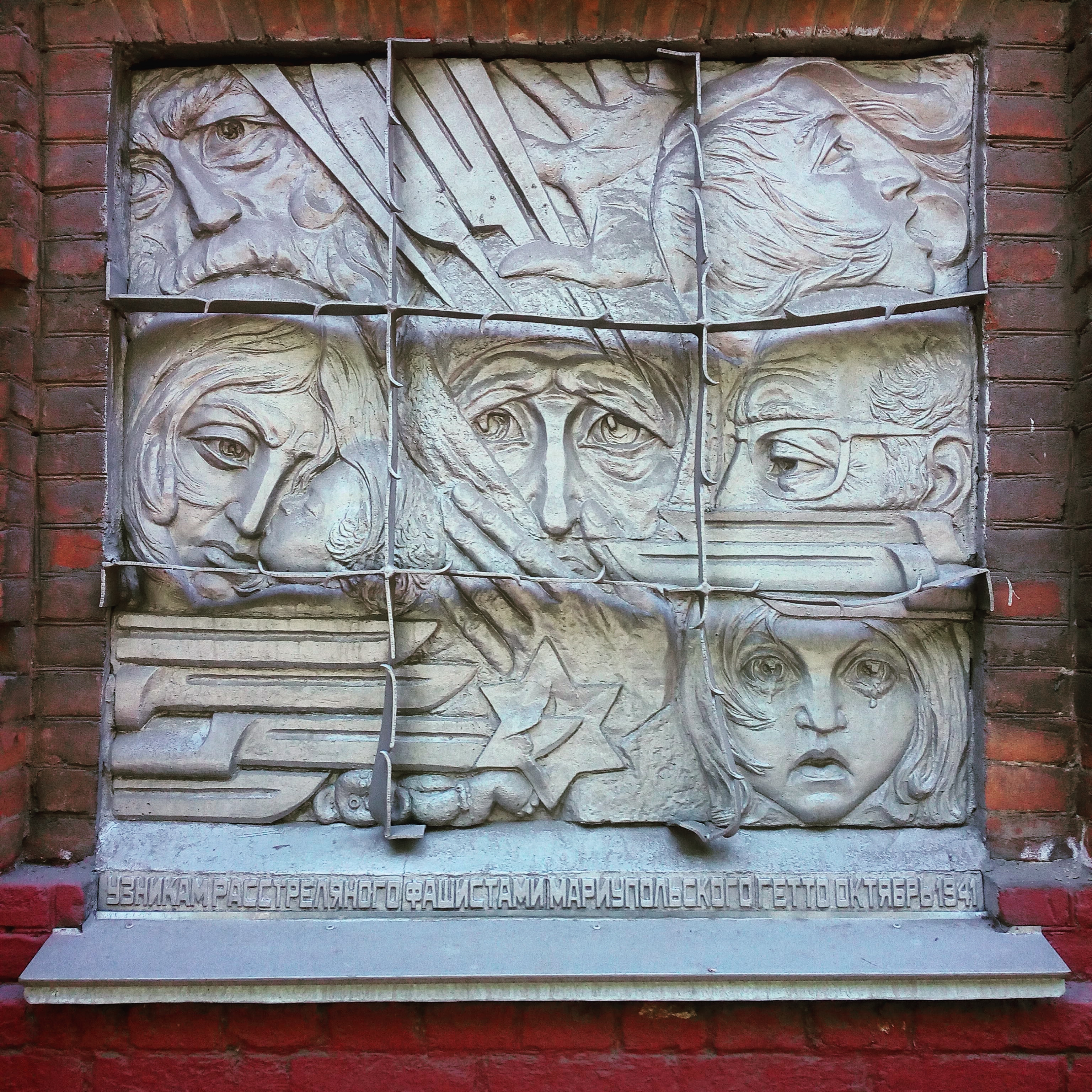
Ghetto de Marioupol
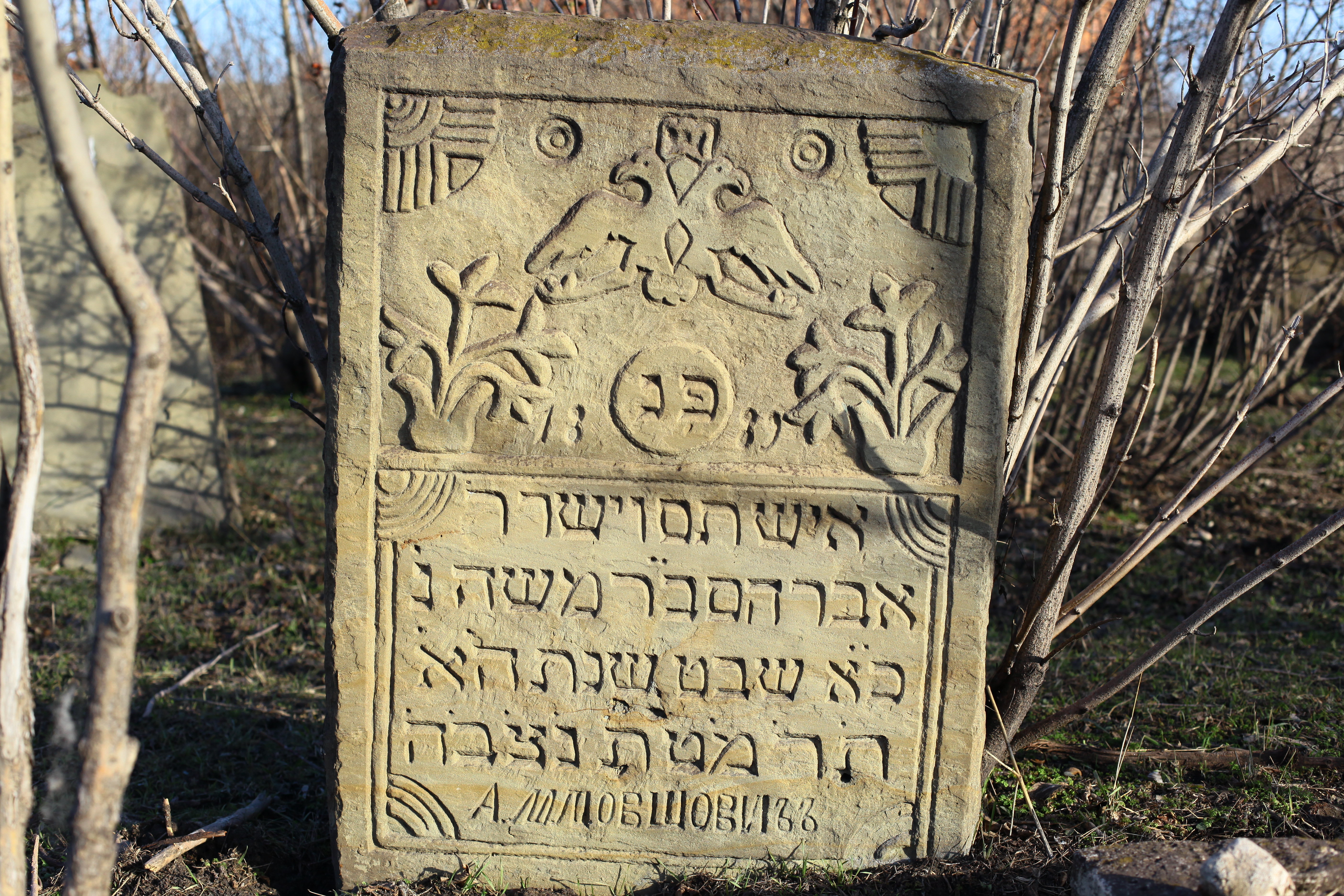
Cimetière juif de Marioupol

### L'Ukraine indépendante
La ville est le théâtre de troubles dans le contexte de l'Euromaïdan à partir d'avril 2014, au début de la guerre du Donbass. Des bâtiments officiels sont pris par des insurgés russophones. Plus de trois cents personnes sont arrêtées. La bataille de Marioupol de 2014 se déroule du 6 mai au 14 juin 2014, et se termine par la reprise de la ville par les forces ukrainiennes.
Les hostilités reprennent le 24 janvier 2015, jour où les rebelles pro-russes lancent une offensive de très grande ampleur sur la ville. Des tirs font trente victimes civiles. Les deux côtés s'accusent mutuellement.

### Invasion de l'Ukraine par la Russie

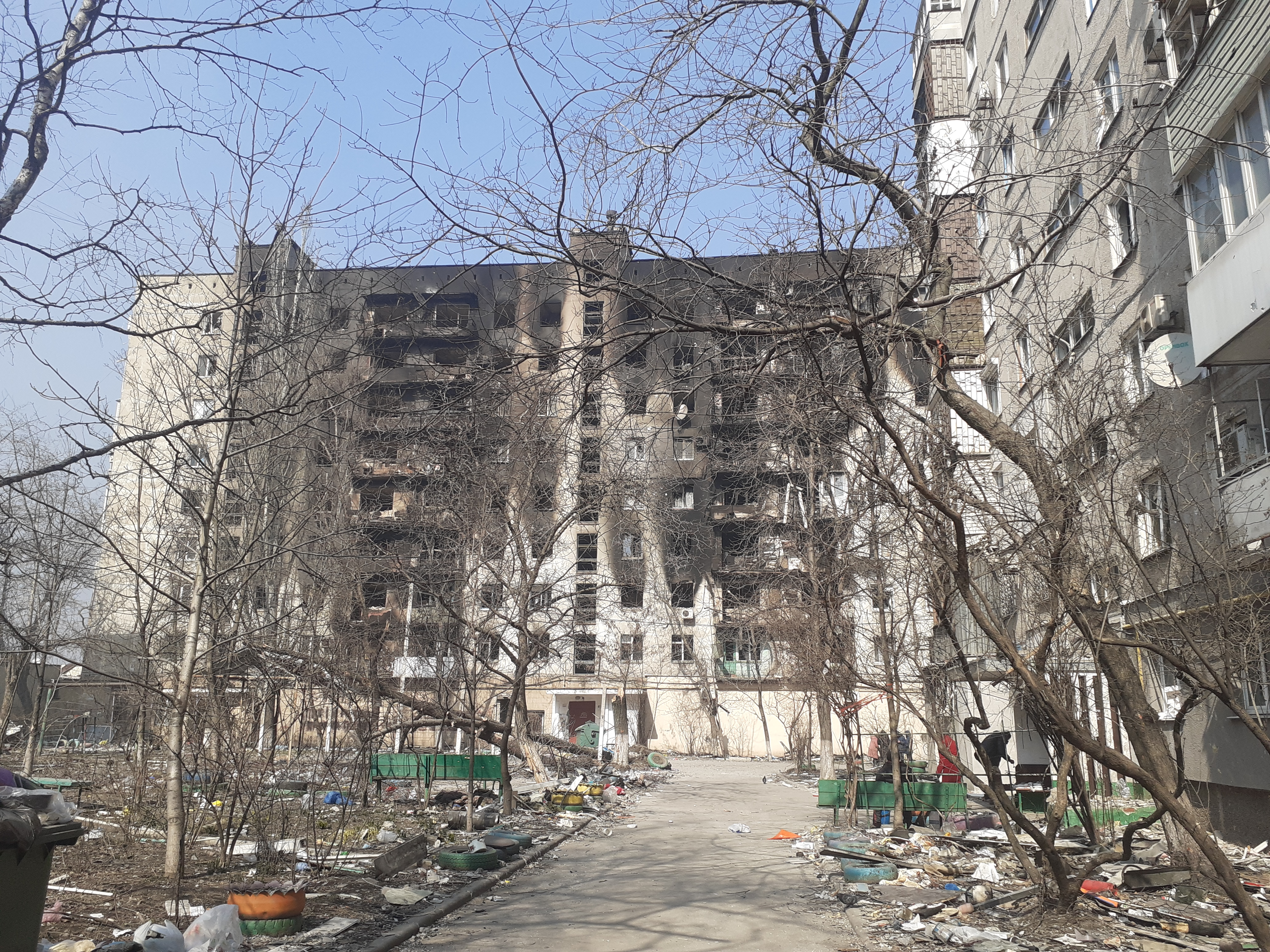
Immeuble de Marioupol détruit, 23 mars 2022.

Le 25 février 2022, une bataille éclate dans l'ouest de la ville lors de l'invasion russe de l'Ukraine. Dès le lendemain, la ville est assiégée et bombardée par les forces russes pour lesquelles le port est manifestement un objectif stratégique pour l'accès de la Russie à la mer d'Azov. Un cessez-le-feu de quelques heures est obtenu au dixième jour de l'invasion pour évacuer (le 5 mars 2022, de 10 h à 16 h locales, c'est-à-dire 9 h à 15 h heure de Paris) une partie des civils, mais à peine leur évacuation commencée, elle est interrompue en fin de matinée en raison de bombardements continus dans les environs, selon la municipalité.
Le 9 mars 2022, le maire de Marioupol indique qu'« au moins 1 207 personnes sont mortes depuis neuf jours, date qui correspond au début du siège russe ». Le même jour, l'armée russe bombarde un hôpital pour enfants provoquant l'indignation des Occidentaux. Cet acte est désigné par le chef d'État ukrainien comme un crime de guerre. Le 16 mars, le théâtre d'art dramatique régional de Donetsk, qui servait de refuge à plusieurs centaines de civils, est bombardé. Le bilan, publié par les autorités locales neuf jours plus tard, indique 300 morts environ,. Au 17 mars 2022, il est estimé qu'environ 80 % des logements de la ville ont été détruits par les bombardements russes. 90 % sont détruits ou endommagés,. La ville « martyre » est comparée à Alep (Syrie) ou Guernica (Espagne). Des enquêtes pour crimes de guerre sont diligentées.
Le 16 mai 2022, les derniers soldats restants de l'armée ukrainienne (moins de 300), retranchés dans l'aciérie d'Azovstal, se rendent aux forces russes et sont évacués en territoire contrôlé par la Russie, dans la république populaire de Donetsk, donnant à l'armée russe et à la RPD un contrôle total sur la ville,,. 
Pendant l'occupation, les autorités russes s'efforcent de procéder à la russification des rares habitants présents et d'effacer les traces à la fois de l'histoire ukrainienne et des combats, malgré un centre-ville qui reste entièrement rasé et déserté pendant plusieurs années. Les autorités russes cherchent à récupérer les appartements non-occupés via le statut de beshkoz. Une bataille numérique fait rage via des influenceurs pour documenter la vie dans la ville occupée, différents habitants de Marioupol dénonçant un « chasse aux sorcières en ligne », contre les personnes qui émettent des opinions pro-ukrainiennes,.

## Population et société

### Démographie
Recensements ou estimations de la population :
| 1850  | 1897*  | 1923*  | 1926*  | 1939*   | 1959*   | 1970*   |
| ----- | ------ | ------ | ------ | ------- | ------- | ------- |
| 4 579 | 31 116 | 28 707 | 40 825 | 221 529 | 283 570 | 416 927 |

| 1979*   | 1989*   | 2001*   | 2011    | 2012    | 2013    | 2014    |
| ------- | ------- | ------- | ------- | ------- | ------- | ------- |
| 502 581 | 518 933 | 492 176 | 466 665 | 464 457 | 461 810 | 458 533 |

| 2015    | 2016    | 2017    | 2018    | 2019    | 2020    | 2021    |
| ------- | ------- | ------- | ------- | ------- | ------- | ------- |
| 455 063 | 453 623 | 449 498 | 444 493 | 440 367 | 436 569 | 431 859 |

Le taux de natalité s'élevait à 9,9 pour mille en 2012 (4 567 naissances) et à 9,1 pour mille en 2011 (4 225 naissances) ; le taux de mortalité s'élevait à 15,2 pour mille (7 004 décès) en 2012 et à 14,9 pour mille en 2011 (6 912 décès) ; l'accroissement naturel de la population de Marioupol s'élevait donc à –5,3 pour mille en 2012 et à –5,8 pour mille en 2011.
Structure par âge :
0-14 ans : 12,5 %  (29 786 hommes et 27 829 femmes)
15-64 ans : 68,1 %  (156 585 hommes et 176 637 femmes)
65 ans et plus : 19,4 %  (32 126 hommes et 57 300 femmes) (2013, chiffres officiels)
Structure ethnique en 2002 [réf. nécessaire] :
Ukrainiens : 48,7 %
Russes : 44,4 %
Grecs : 4,3 %
Autres : 2,6 %
Langues parlées en 2001 :
russe : 89,64 %
ukrainien : 9,92 %
autre : 0,44 %

### Les sports
- Football : FK Marioupol
- Basket-ball : Azovmach Marioupol
- Football américain : Azov Dolphins Mariupol

### La santé
Marioupol est un centre médical important dans le sud de la région de Donetsk.
Liste des hôpitaux publics en 2021 :
- l'hôpital régional de soins intensifs de Marioupol.
- Hôpital municipal no 1 de Marioupol.
- Hôpital municipal no 4 de Marioupol.
- Hôpital municipal no 9 de Marioupol.

### La religion

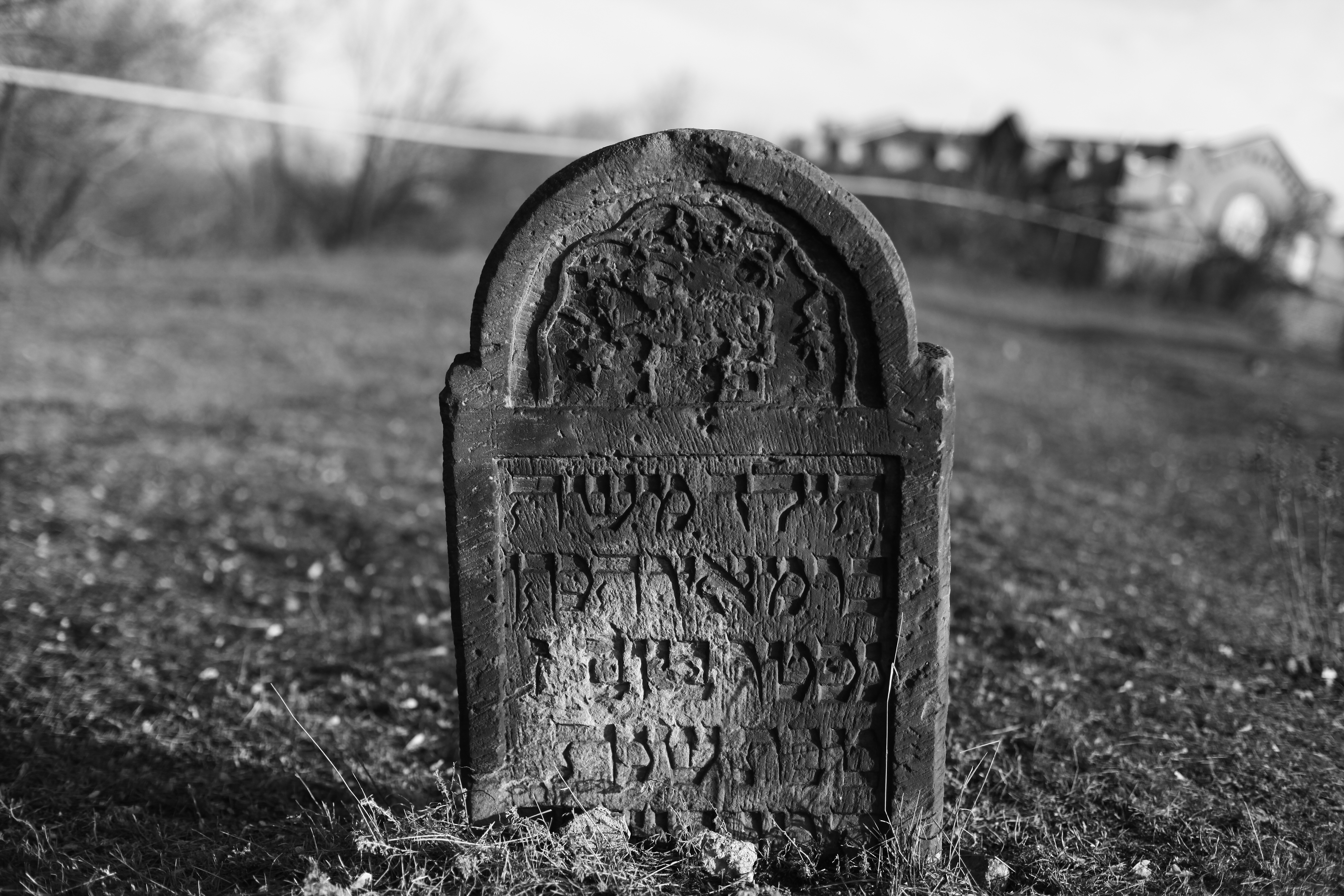
Une tombe dans le vieux cimetière juif à Marioupol, février 2019.

La majorité de la population confesse le christianisme orthodoxe (onze édifices dévolus à l'Église orthodoxe d'Ukraine et trois à l'Église orthodoxe d'Ukraine issue du schisme de 1992), mais il existe une frange de plus en plus importante qui adhère à la vingtaine de communautés protestantes, souvent d'origine américaine — comme les pentecôtistes, les mormons ou les adventistes —, installées en Ukraine et dans la région et qui s'occupent en priorité des populations défavorisées et des franges les plus en danger (orphelins, alcooliques, drogués, SDF, anciens délinquants, etc.), la plus dynamique étant celle des baptistes qui dispose d'une immense maison de prières. Les communautés tatares et azéries disposent de plusieurs mosquées[réf. nécessaire].
Enfin, un certain nombre d'habitants de Marioupol sont athées[réf. nécessaire].

## Économie

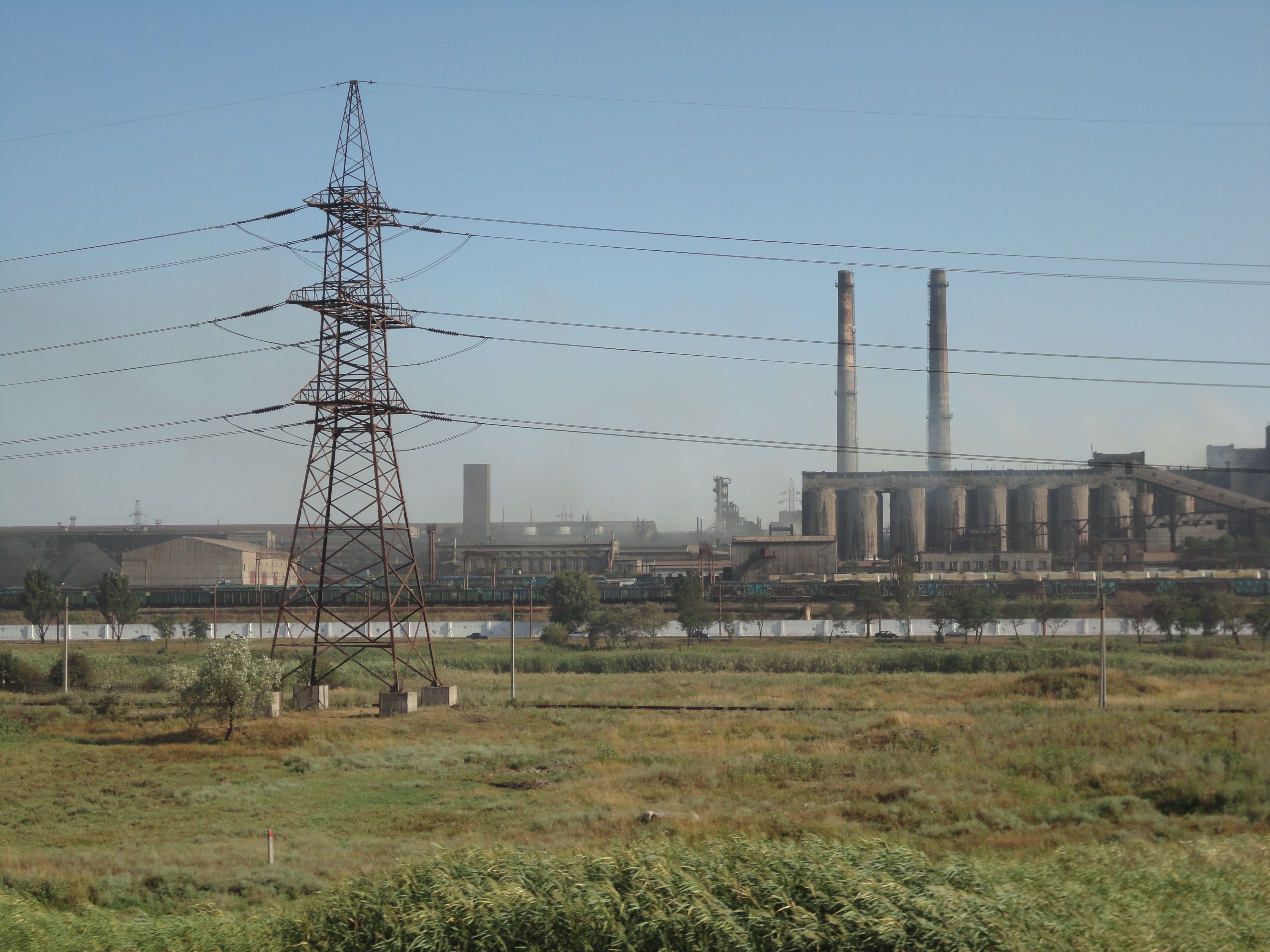
Complexe sidérurgique Illitch.

L'économie de Marioupol est encore dominée par l'industrie lourde : deux grandes usines métallurgiques, Azovstal et l'usine métallurgique Illitch, et une grande usine de constructions mécaniques, Azovmach[réf. nécessaire].
Le port de Marioupol est le quatrième port d'Ukraine, avec un trafic de 14 774 400 t en 2005 accueillant le Chantier naval de la mer d'Azov.

## Culture locale et patrimoine

### Enseignement
L'université des humanités de Marioupol, l'université technique d'État de l'Azov, la bibliothèque centrale Korolenko.

### Lieux et monuments

#### Religieux

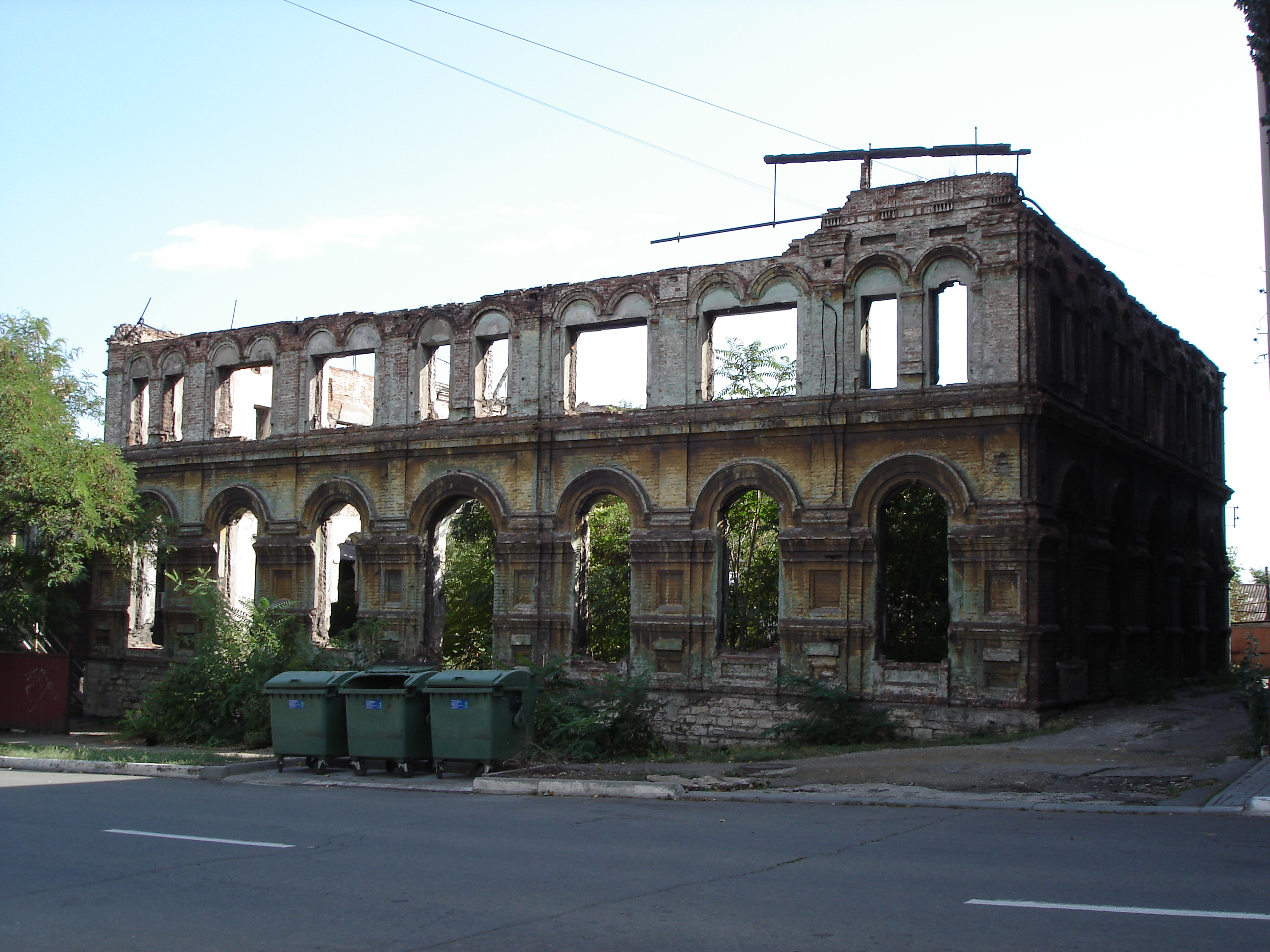
L'ancienne synagogue classée.

Les principales églises orthodoxes de la ville sont :  
- la petite cathédrale Saint-Nicolas : consacrée en 1991, elle abrite les reliques de saint Ignace de Marioupol (1715-1786) ;
- l'église Saint-Nicolas-du-Port construite en 2001 ;
- l'église Saint-Michel consacrée en 1997[31] ;

- l'église de la Sainte-Trinité consacrée en 2008 ;
- l'église de la Transfiguration ;
- l'église Saint-Élie ;
- l'église de l'Assomption (ou de la Dormition) ;
- l'église Saint-Vladimir ;
- l'église Saint-Georges construite en 2005.
- Cathédrale de la Sainte Vierge Protection, construite en 2020[32].

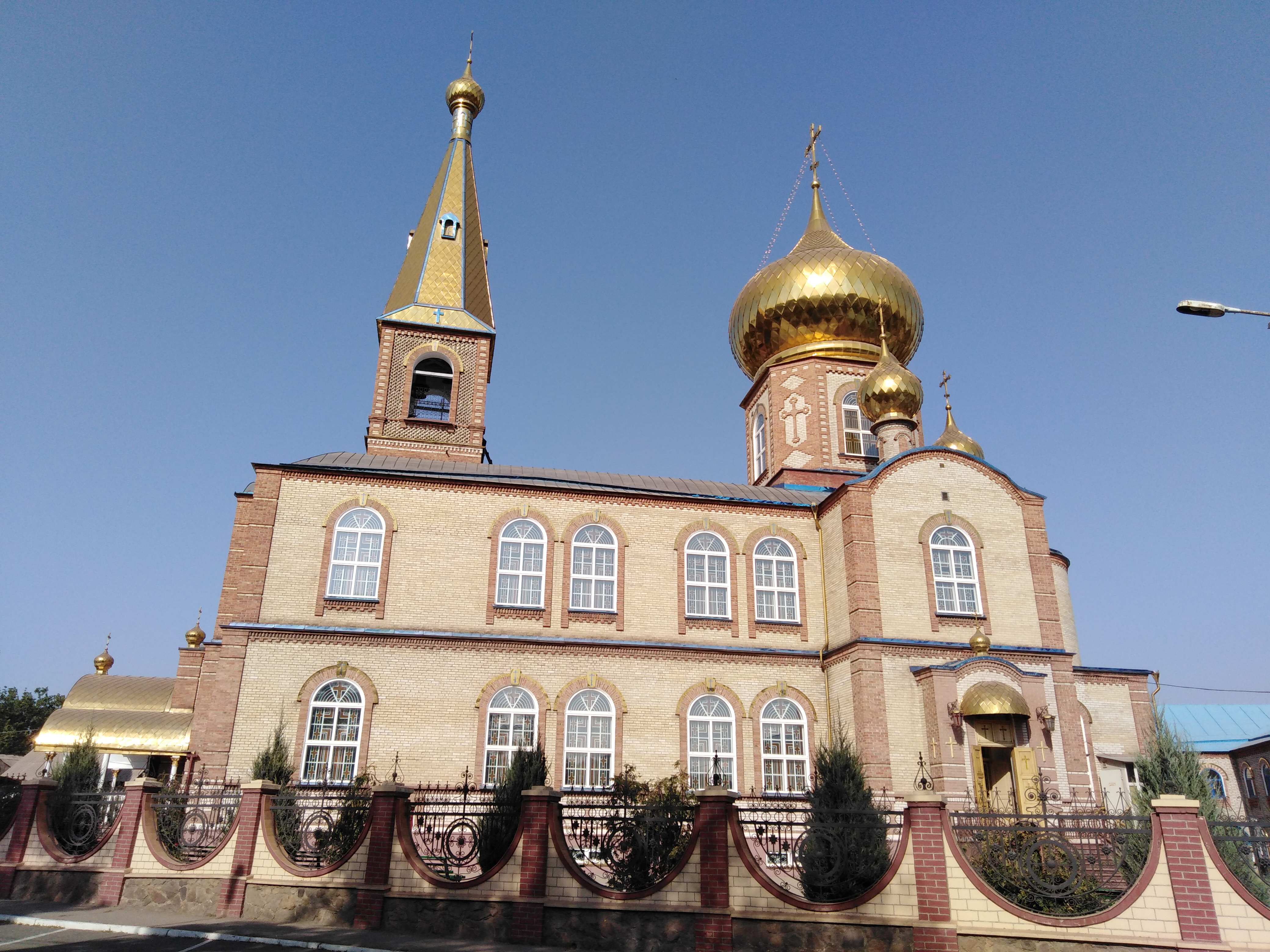
Cathédrale Saint-Nicolas : consacrée en 1991, elle abrite les reliques de saint Ignace de Marioupol (1715-1786).
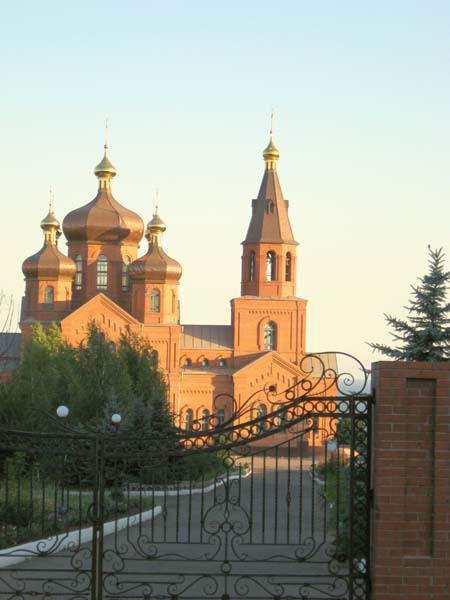
Cathédrale Saint-Michel consacrée en 1997[31].
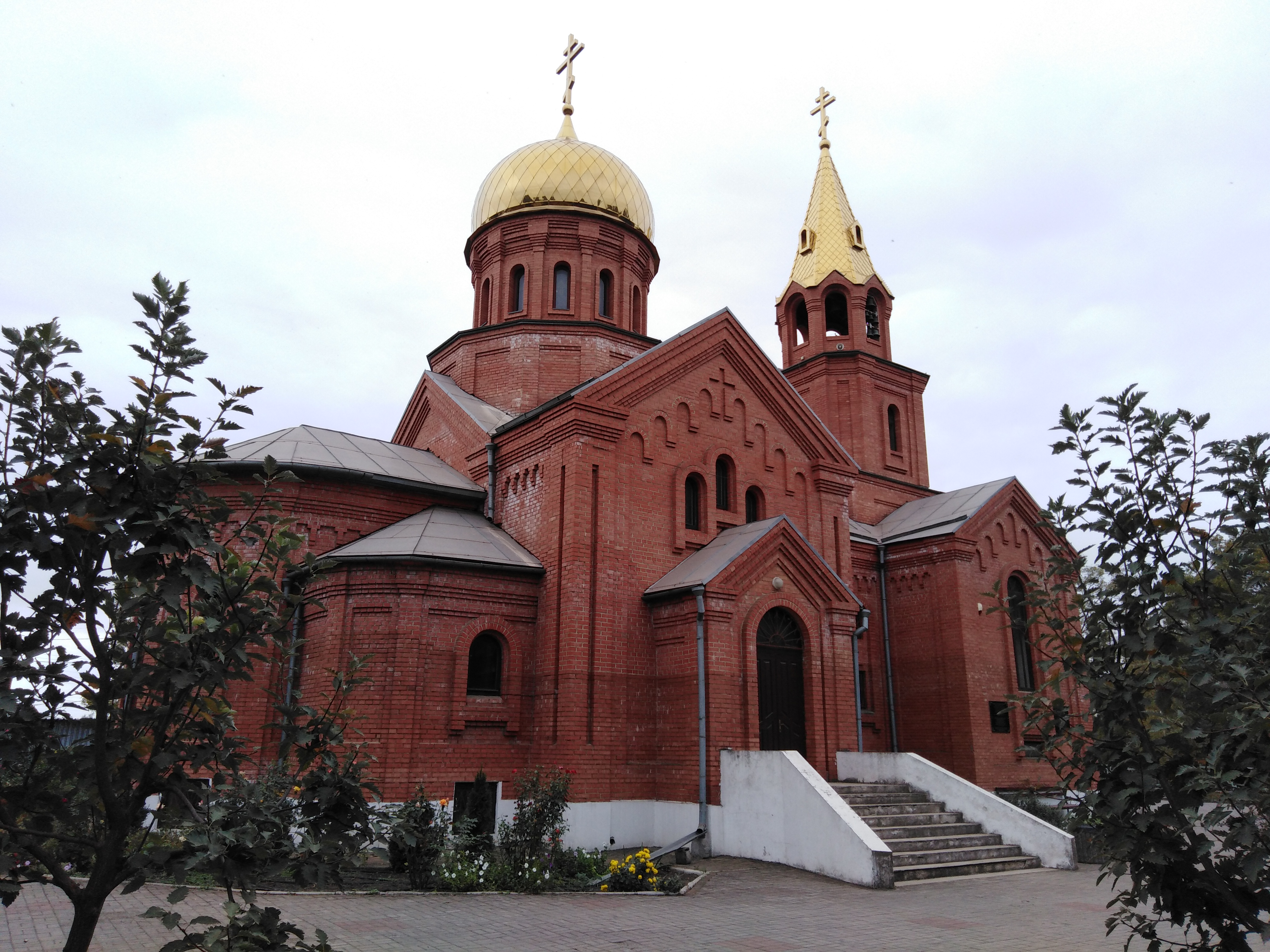
L'église Saint-Georges construite en 2005.
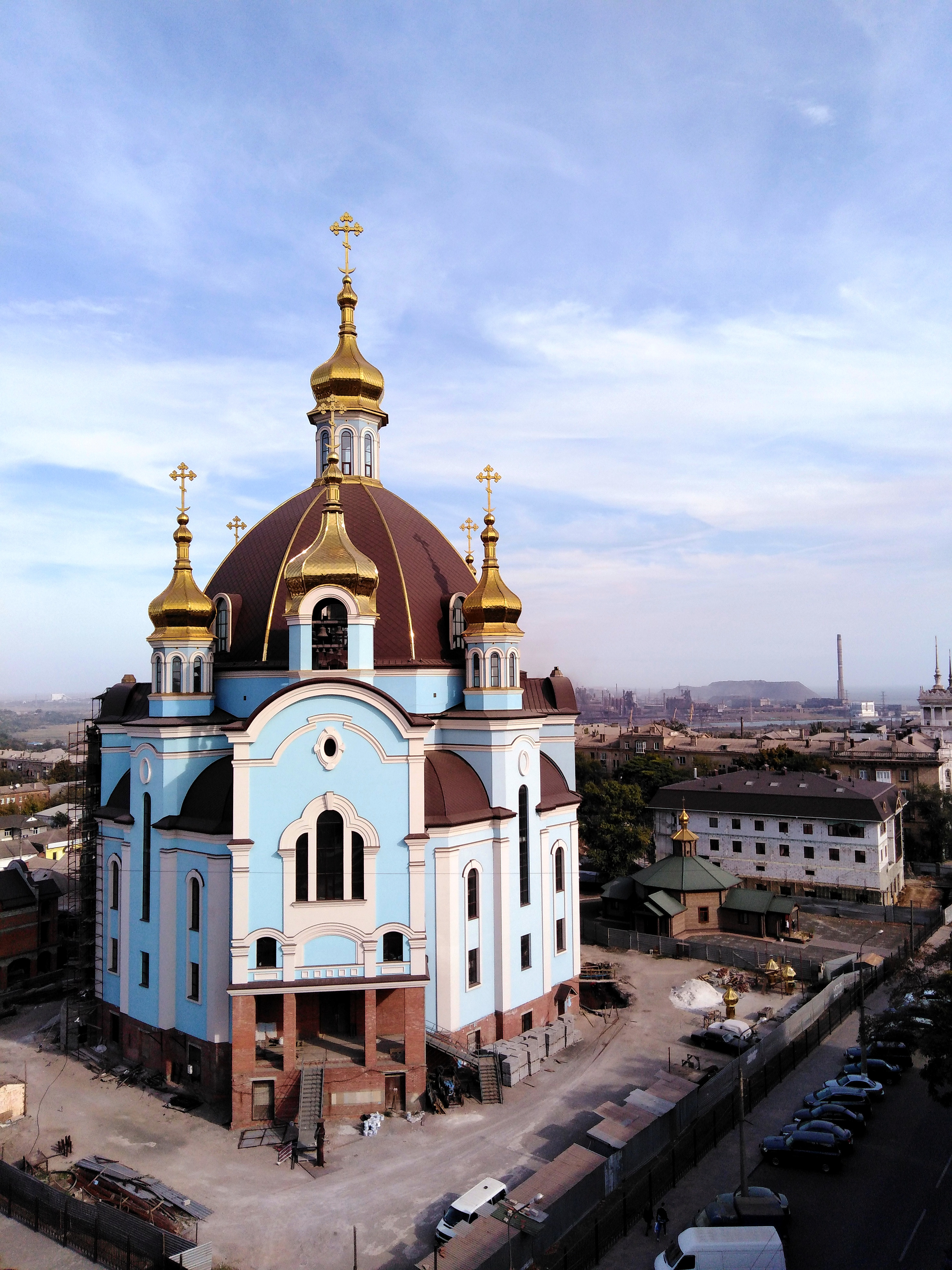
Cathédrale de la Sainte Vierge Protection, construite en 2020[32].

Les églises détruites en 1934 sont :
- Ancienne cathédrale Saint-Charalambos de Marioupol
- Cathédrale Saint-Charalambos de Marioupol
- Chapelle du tsarévitch Nicolas Alexandrovitch de Russie
- Église catholique de Marioupol
- Église de la Nativité de la Vierge
- Église Saint-Constantin-et-Sainte-Hélène
- Église Sainte-Marie-Madeleine (précédée par une ancienne église)
- Église de l'Assomption de Marioupol

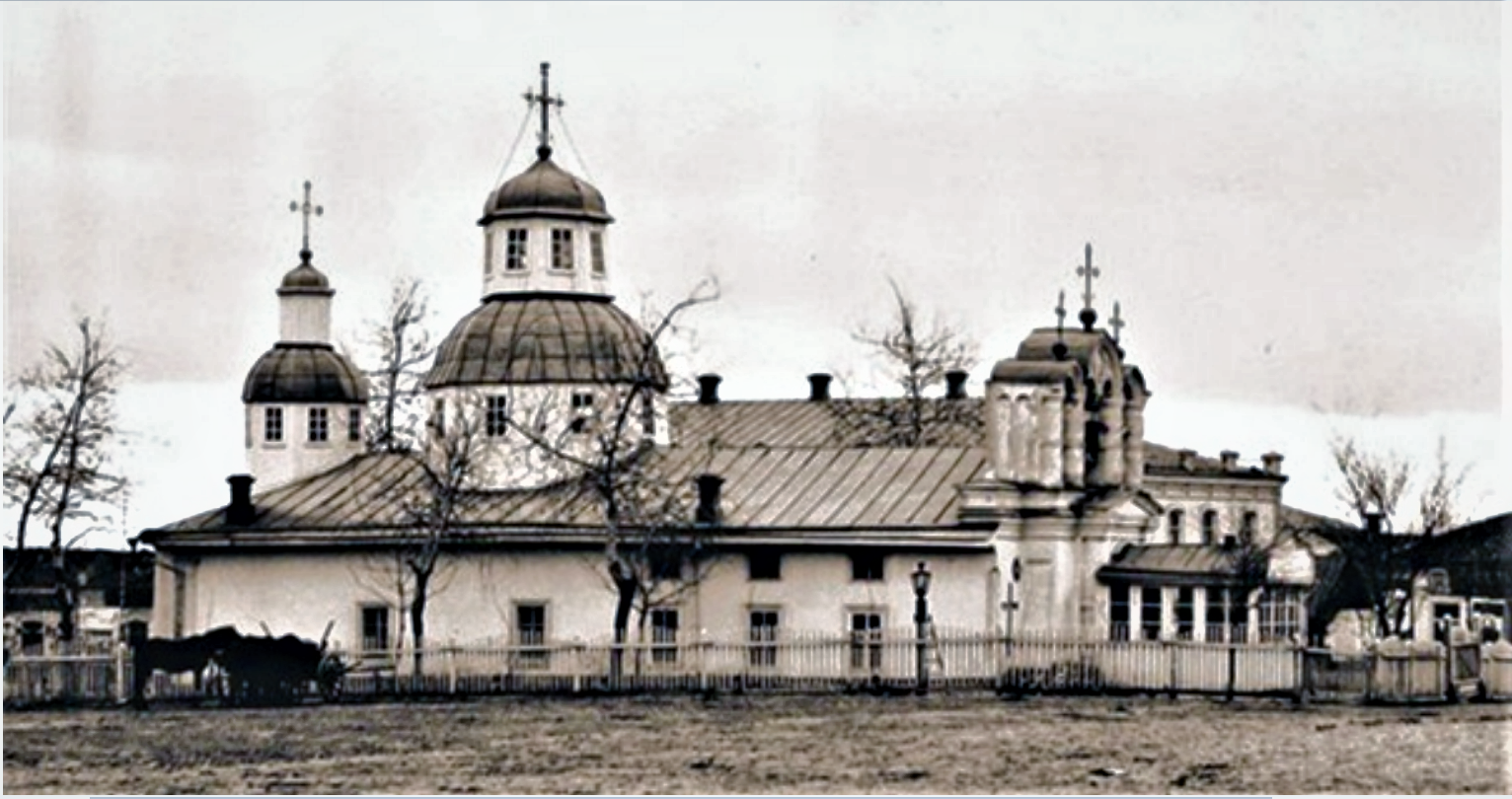
Ancienne cathédrale Saint-Charalambos de Marioupol.
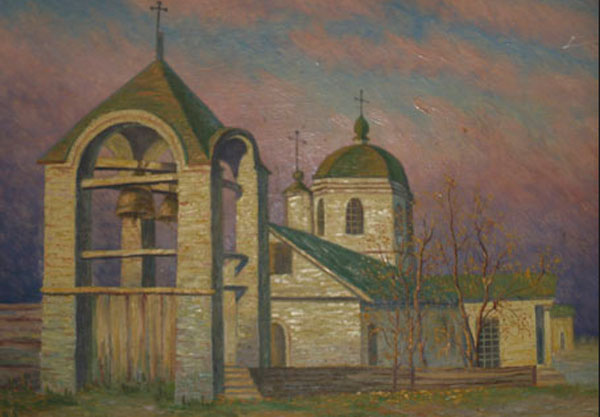
Ancienne église Sainte-Marie-Madeleine.
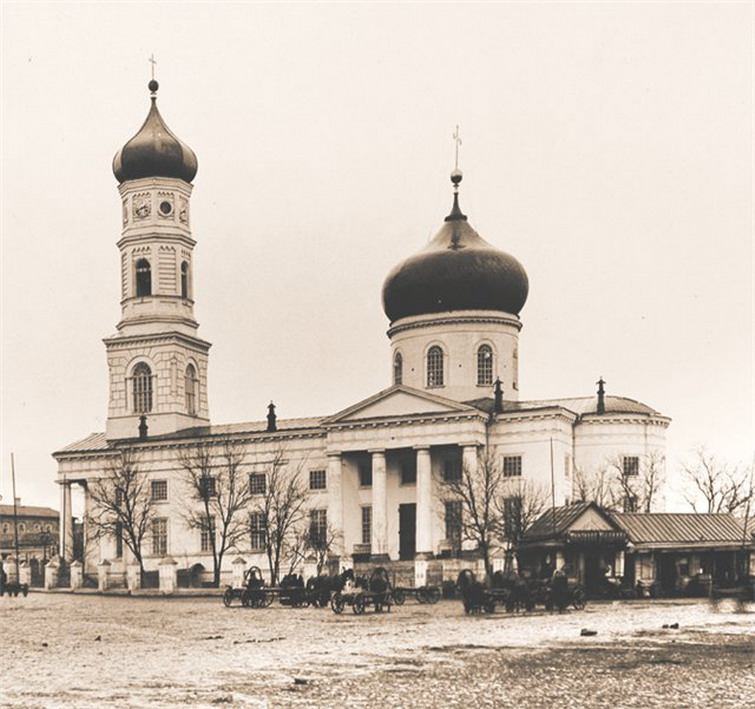
Cathédrale Saint-Charalambos de Marioupol
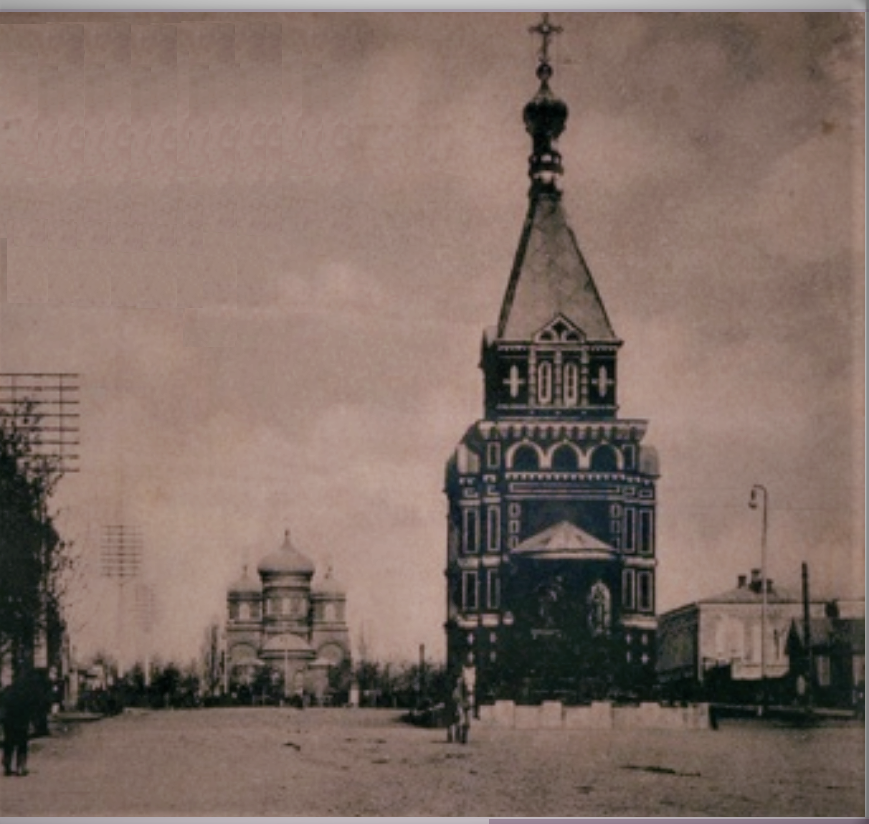
Chapelle du tsarévitch Nicolas Alexandrovitch de Russie.
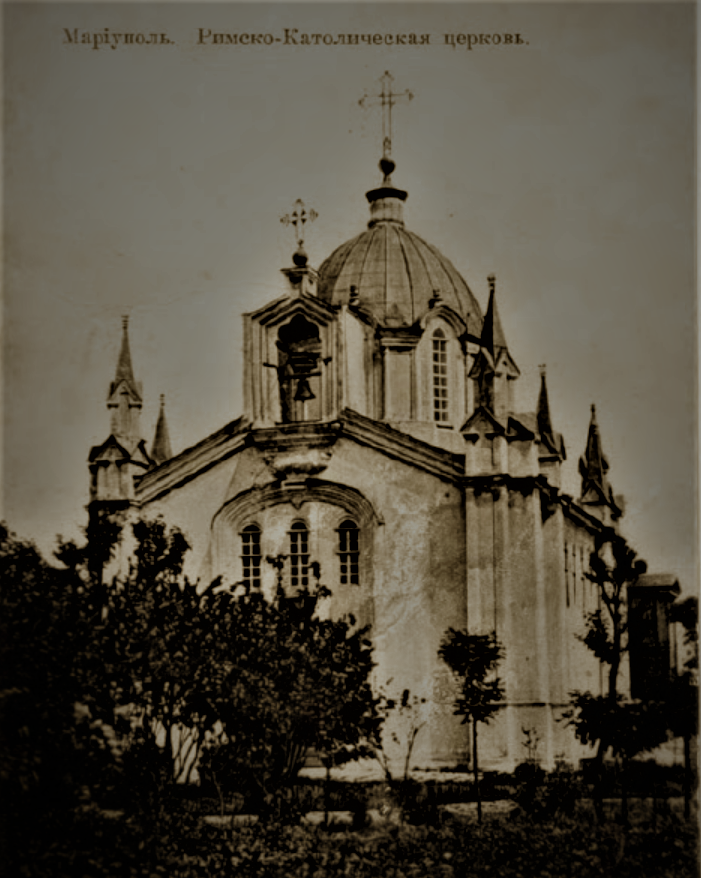
Église catholique de Marioupol.
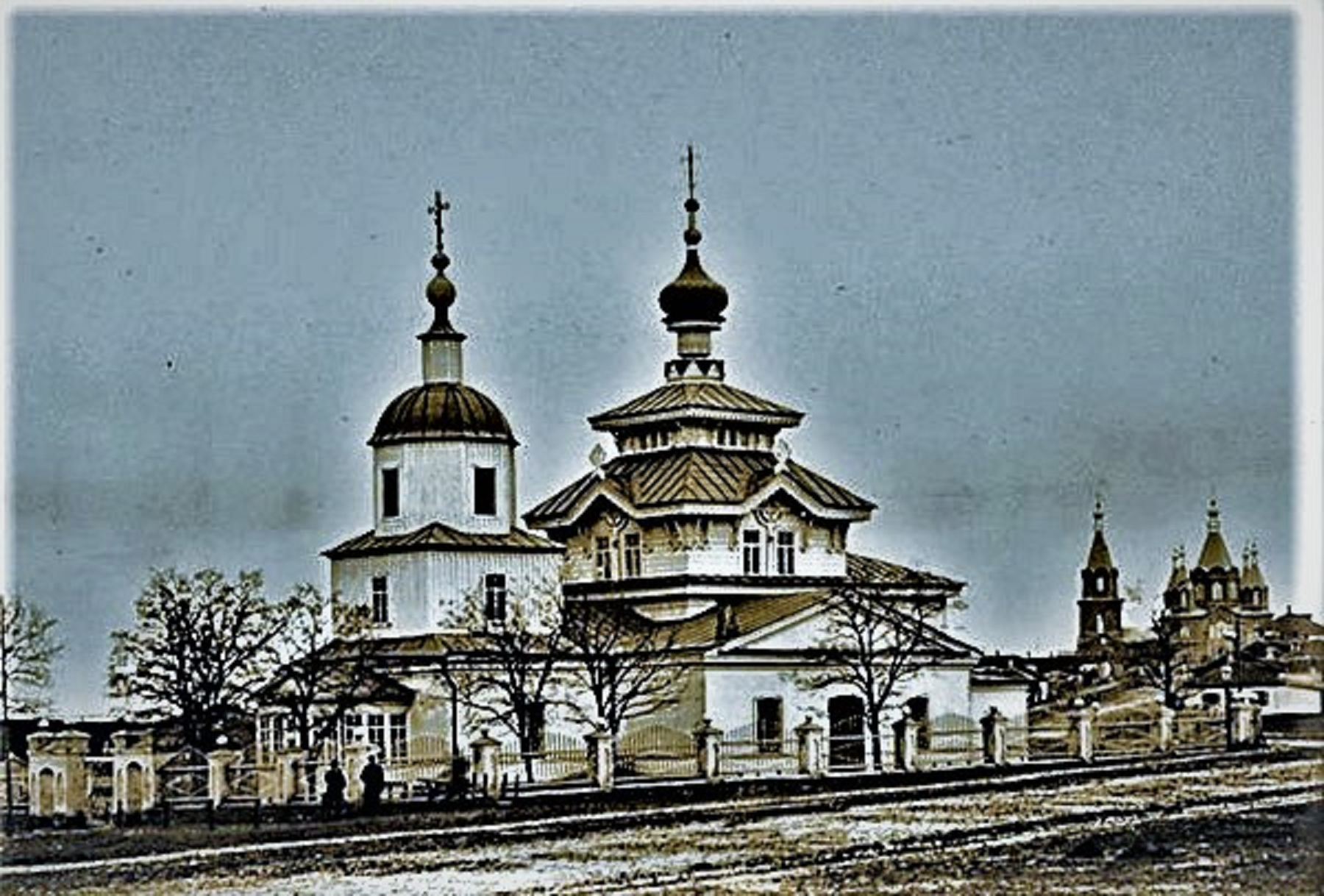
Église de la Nativité de la Vierge.
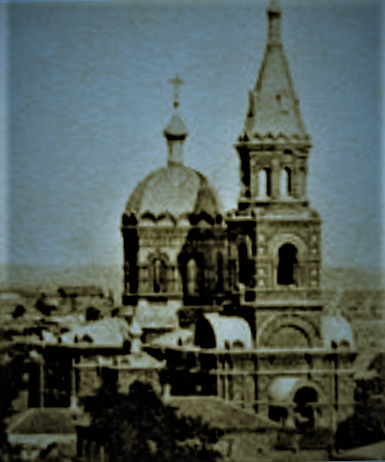
Église Saint-Constantin-et-Sainte-Hélène.
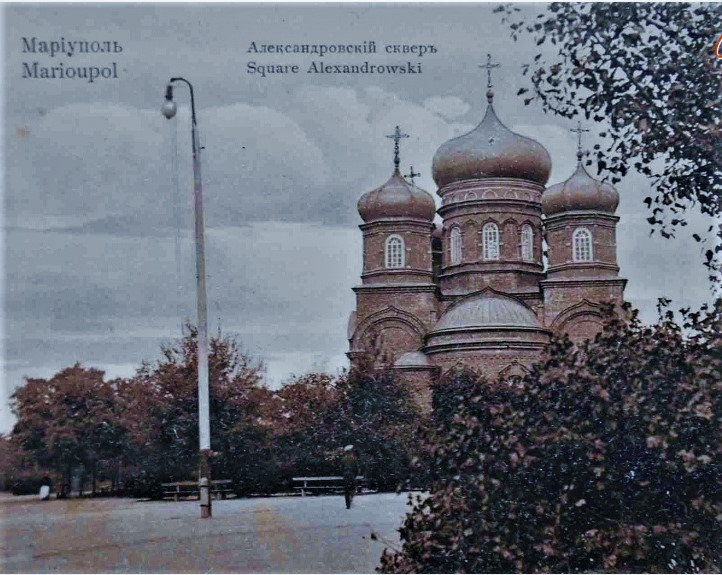
Église Sainte-Marie-Madeleine.
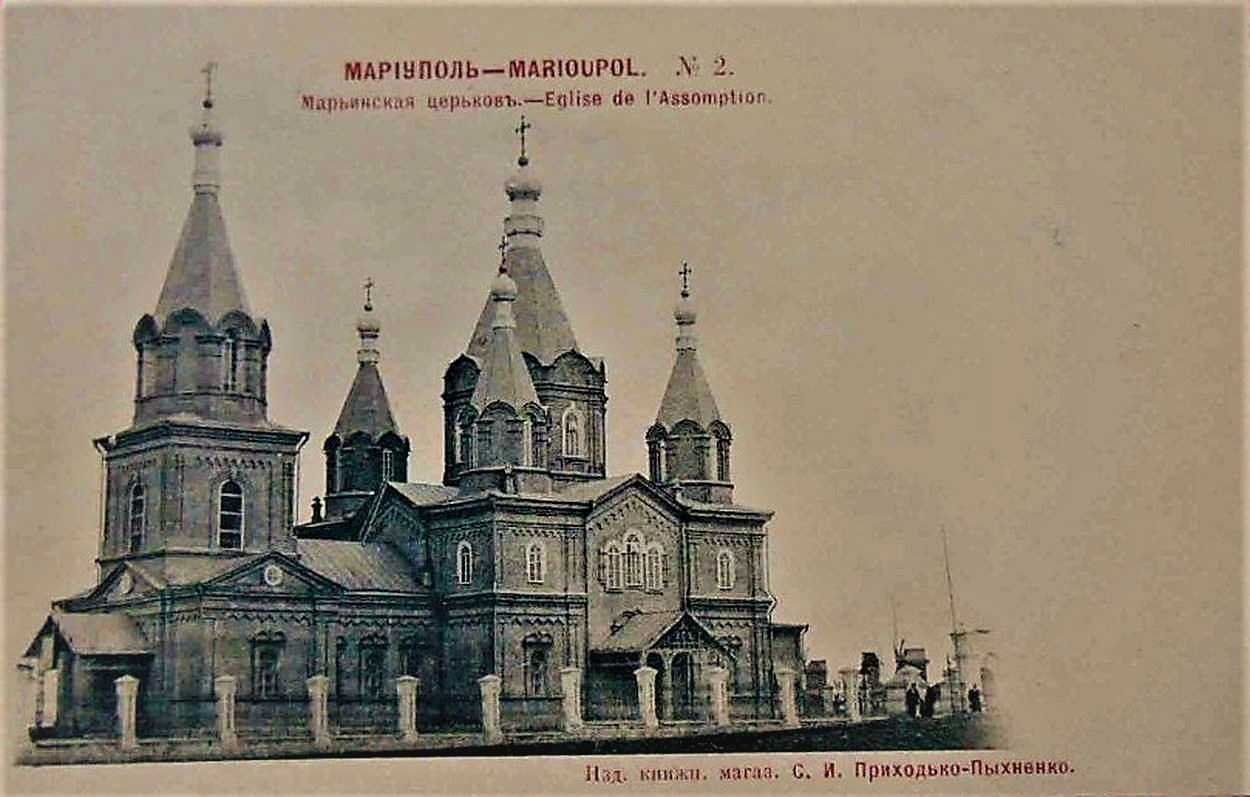
Église de l'Assomption de Marioupol.

### Les équipements culturels

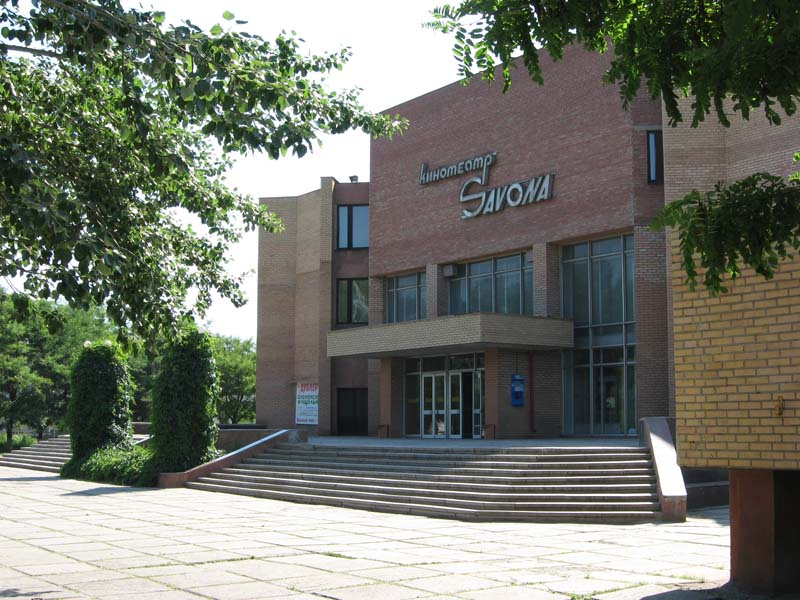
Le cinéma Savona.

- Théâtre d'art dramatique régional de Donetsk
- Le Musée maritime de Marioupol
- Le Musée d'art local de Marioupol comprenant 
  - Musée d'art Arkhip Kouïndji (Arkhip Kouïndji est un peintre ukrainien). Le musée comporte (ou comportait avant l'agression russe de 2022) des œuvres de Kouïndji, Tatiana Iablonskaïa (1917-2005), Mykola Hlouchtchenko (1901-1977), Ivan Marchuk (né en 1936), Fyodor Zakharov (en) et bien d'autres ;
  - le Musée d'histoire et d'ethnographie des grecs de la région de la mer d'Azov.
  - le centre d'art contemporain Kouïndji.

### Les mosaïques
Mosaïques du complexe Azovmach.

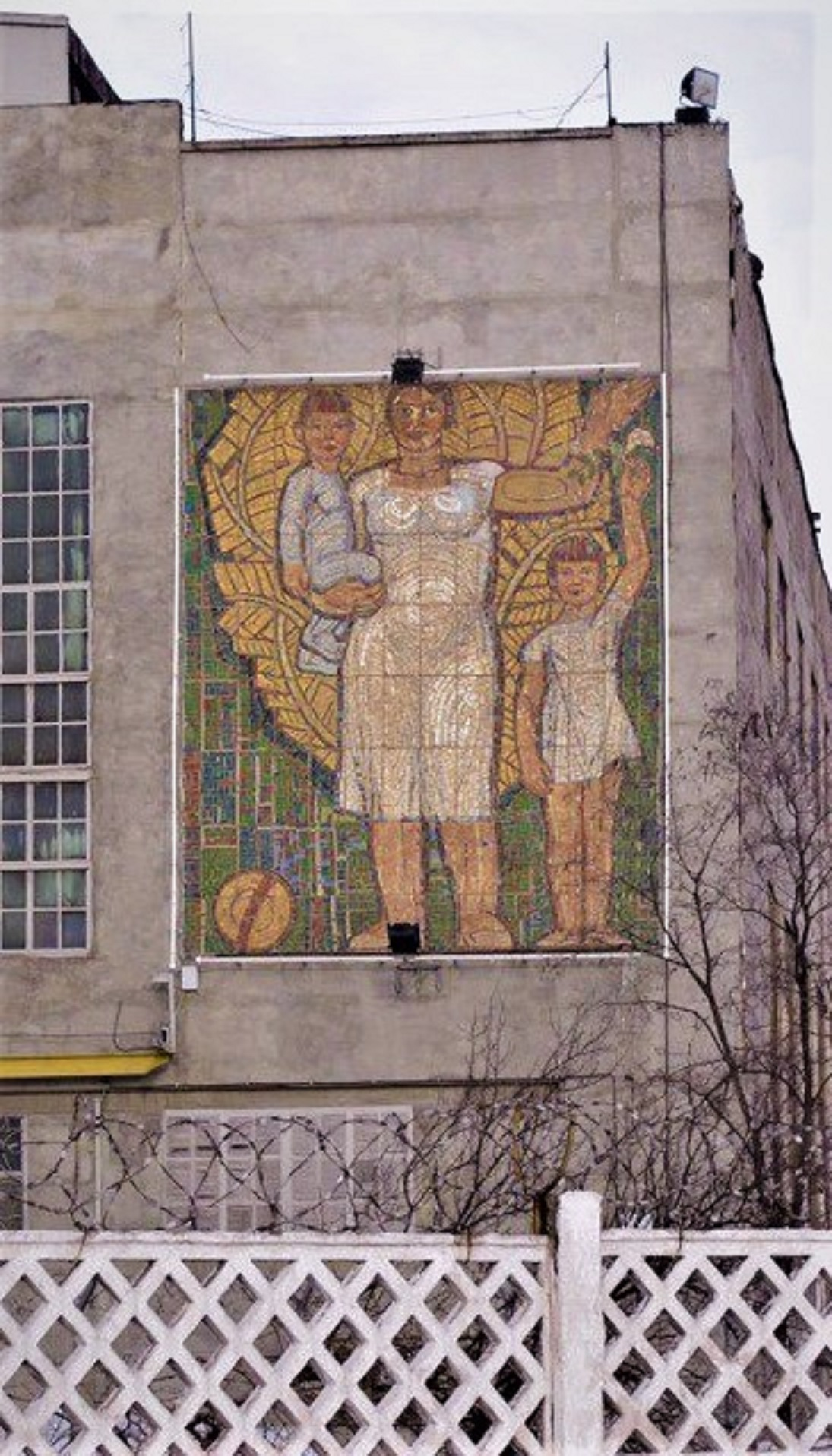
Les mosaïques de Konstantinowitsch + Kusminkow.
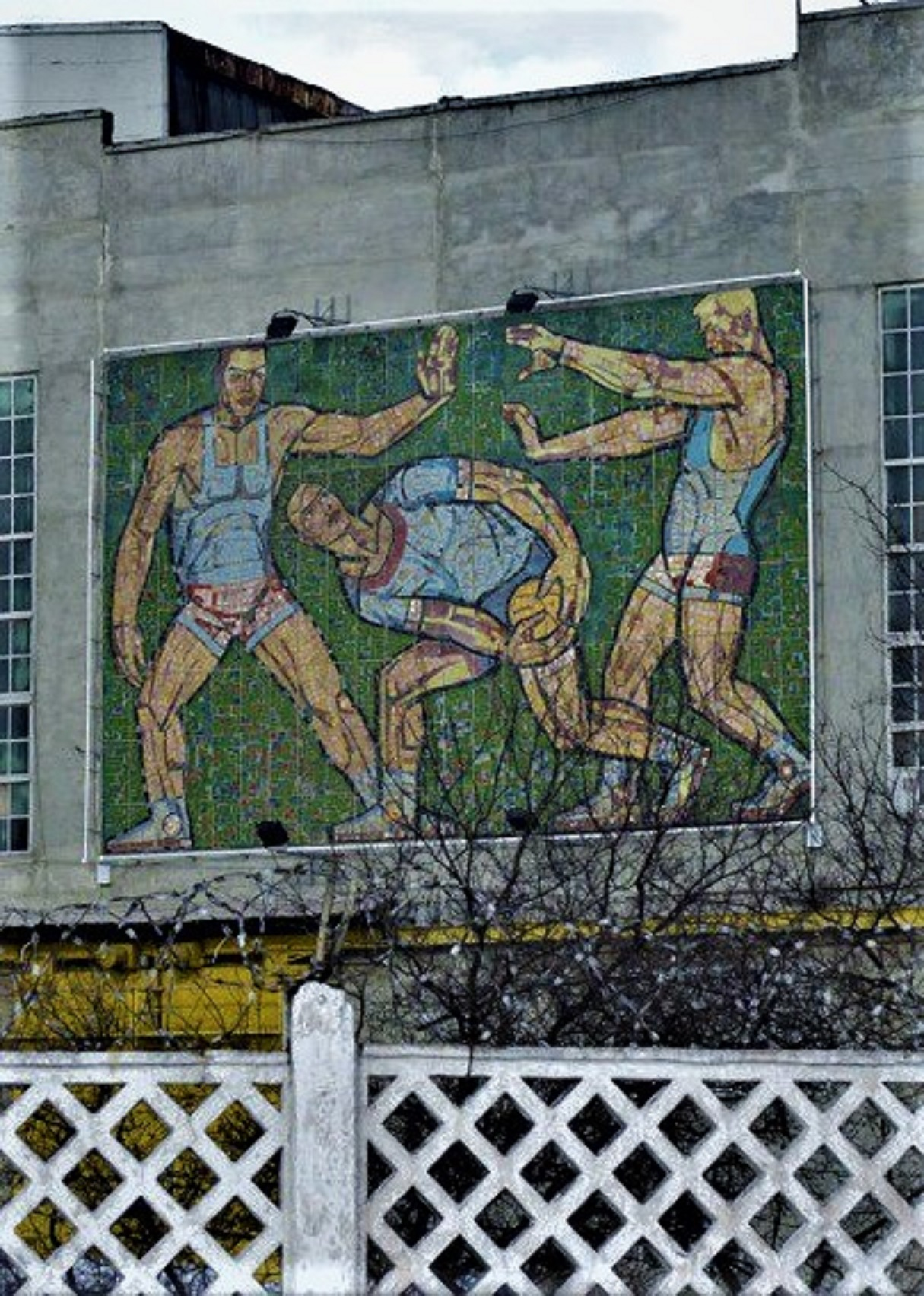
Les mosaïques de Konstantinowitsch + Kusminkow.
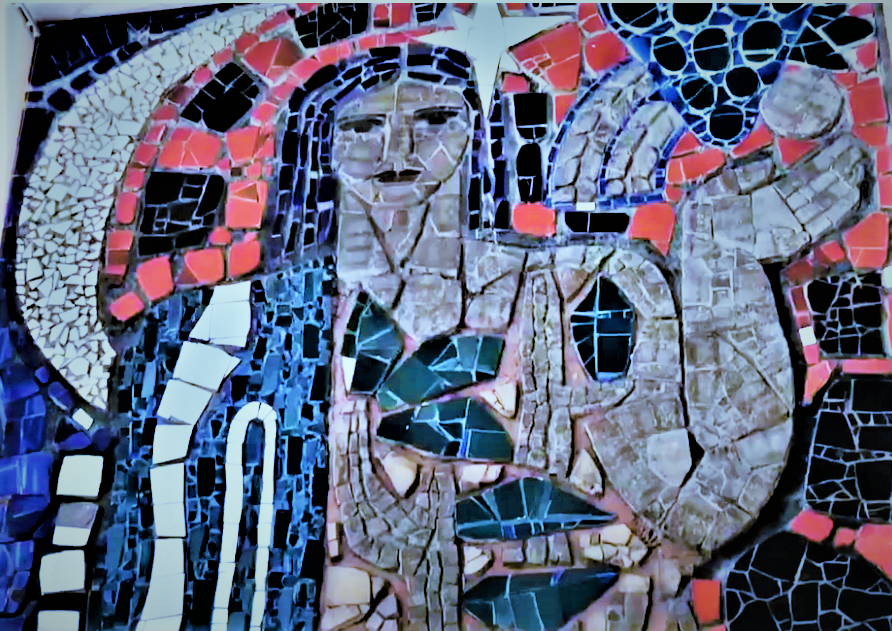
Les mosaïques de Kotkow, Lamach + Litowtschenko.
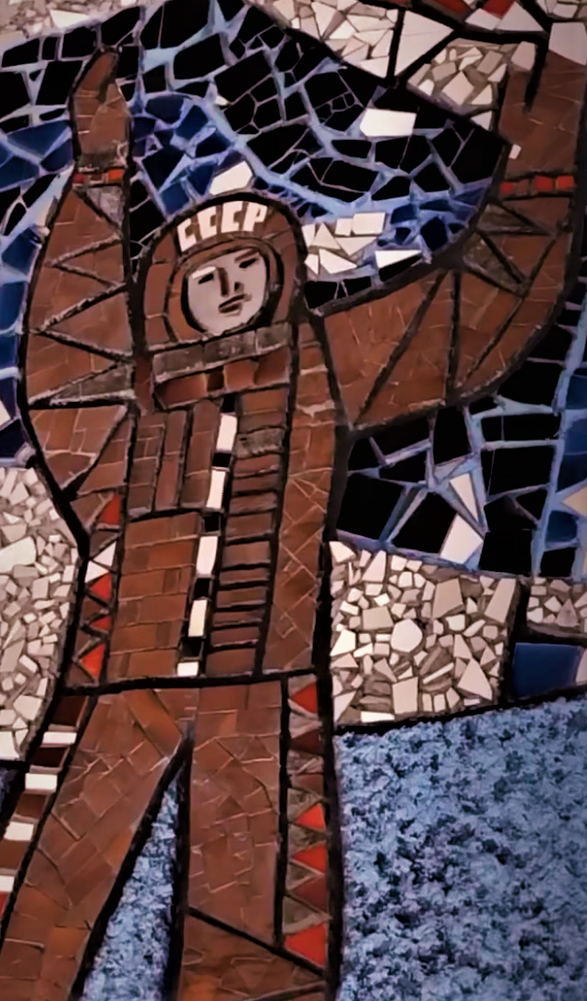
Les mosaïques de Kotkow, Lamach + Litowtschenko.
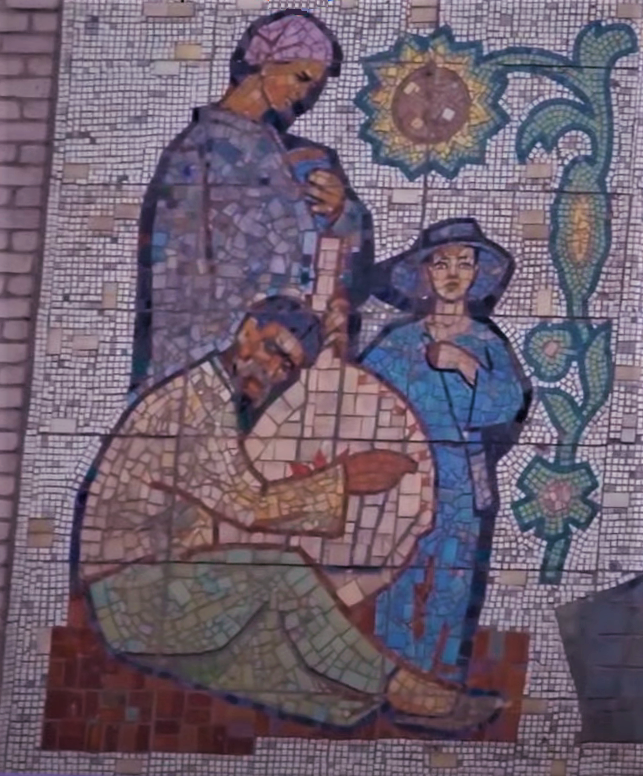
Les mosaïques de Raizin, Tikhonov + Kechedzhi.
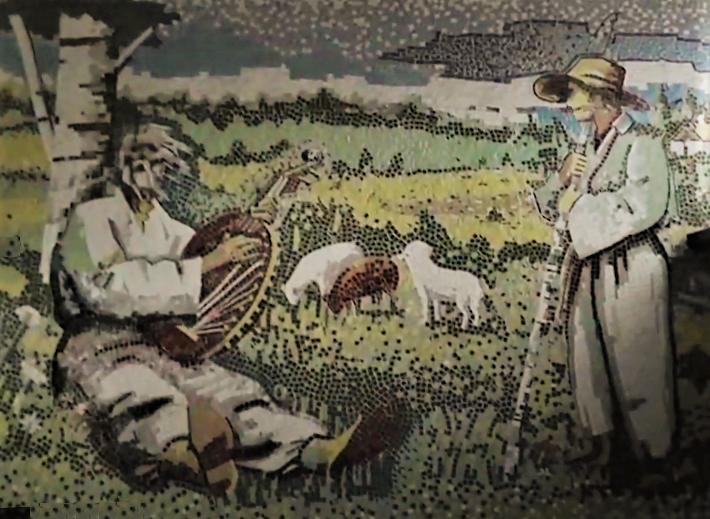
Les mosaïques de Raizin, Tikhonov + Kechedzhi.

### Les personnalités

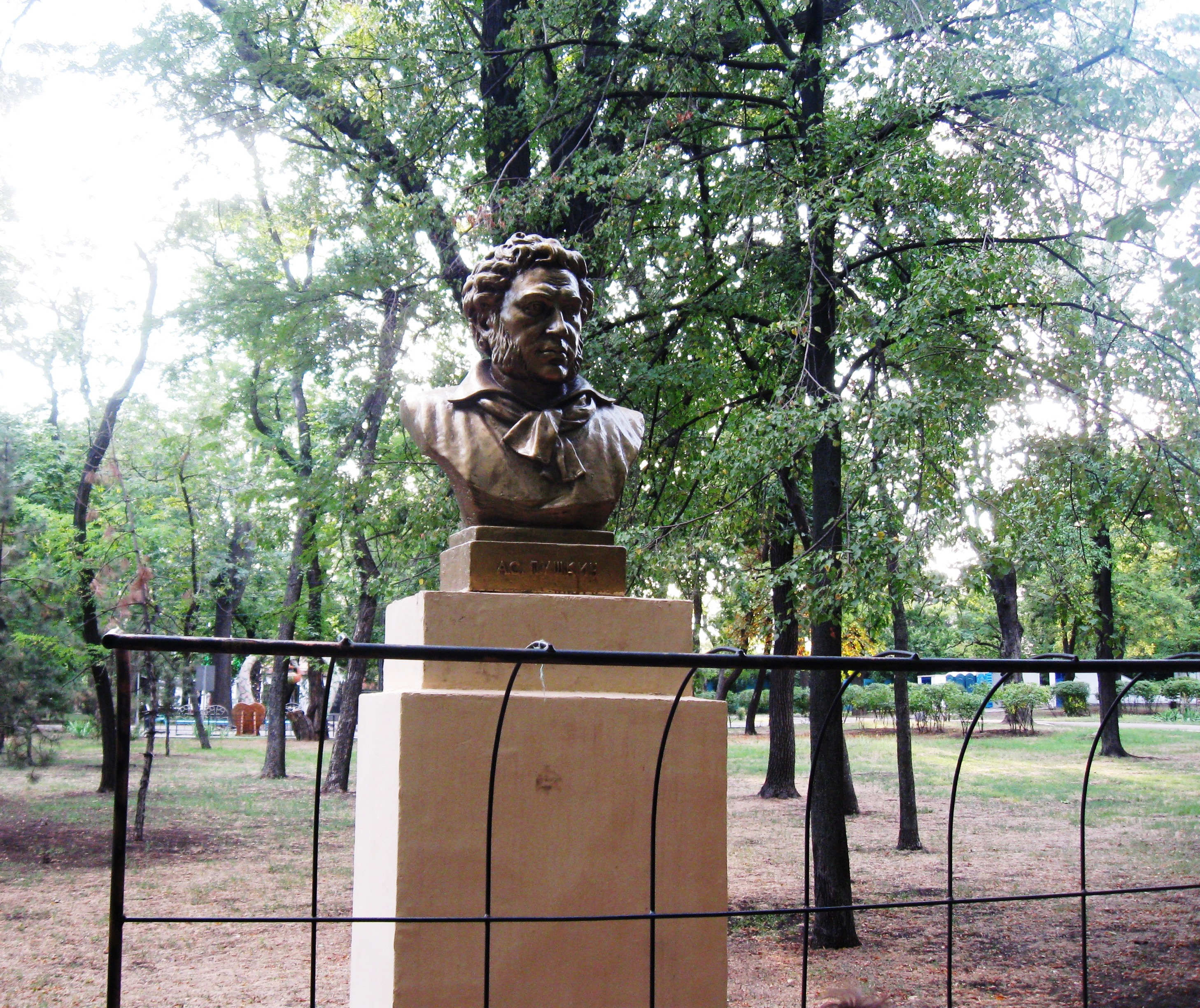
Buste de Pouchkine classé.

- Arkhip Kouïndji (1841-1910), peintre russe d'origine grecque-pontique ;
- Rachel Rotenberg (1878-1929), médecin française ;
- Alexandre Sakharoff (1886-1963), danseur et pédagogue russe ;
- Andreï Jdanov (1896-1948), homme politique soviétique ;
- Natalia Nikolaevna Kissa (ru) (1908-1990), la première femme capitaine sur la mer d'Azov ;
- Sergueï Baltacha (1958-), ancien footballeur soviétique ;
- Oleksandr Sydorenko (1960-2022), nageur, champion olympique et du monde ;
- Nikki Benz (1981-), actrice de film pornographique canado-ukrainienne ;
- Julie Pelipas (1984-), styliste ukrainienne.

## Galerie

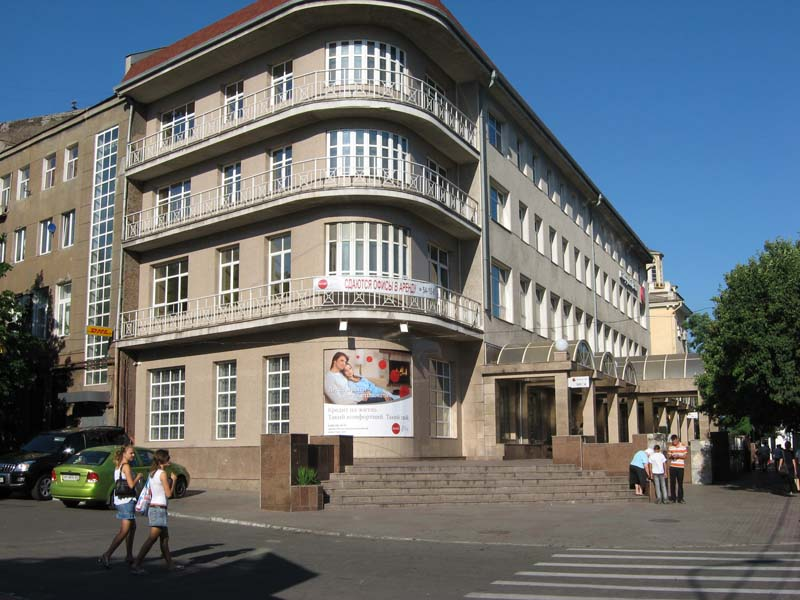
Immeuble de la banque PouMB (ancien magasin Detski Mir - Monde de l'enfant).
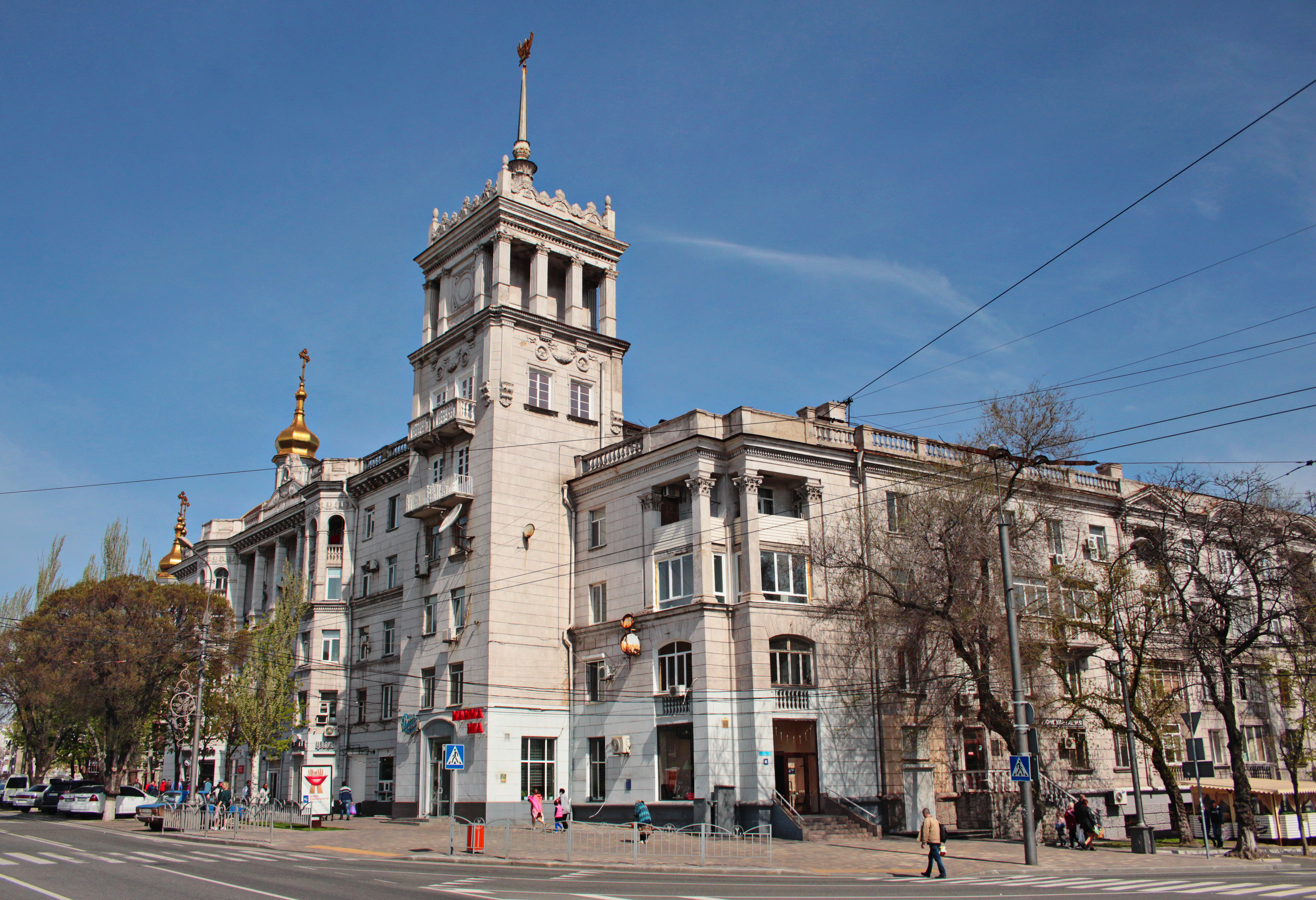
Maisons à la flèche ouest.
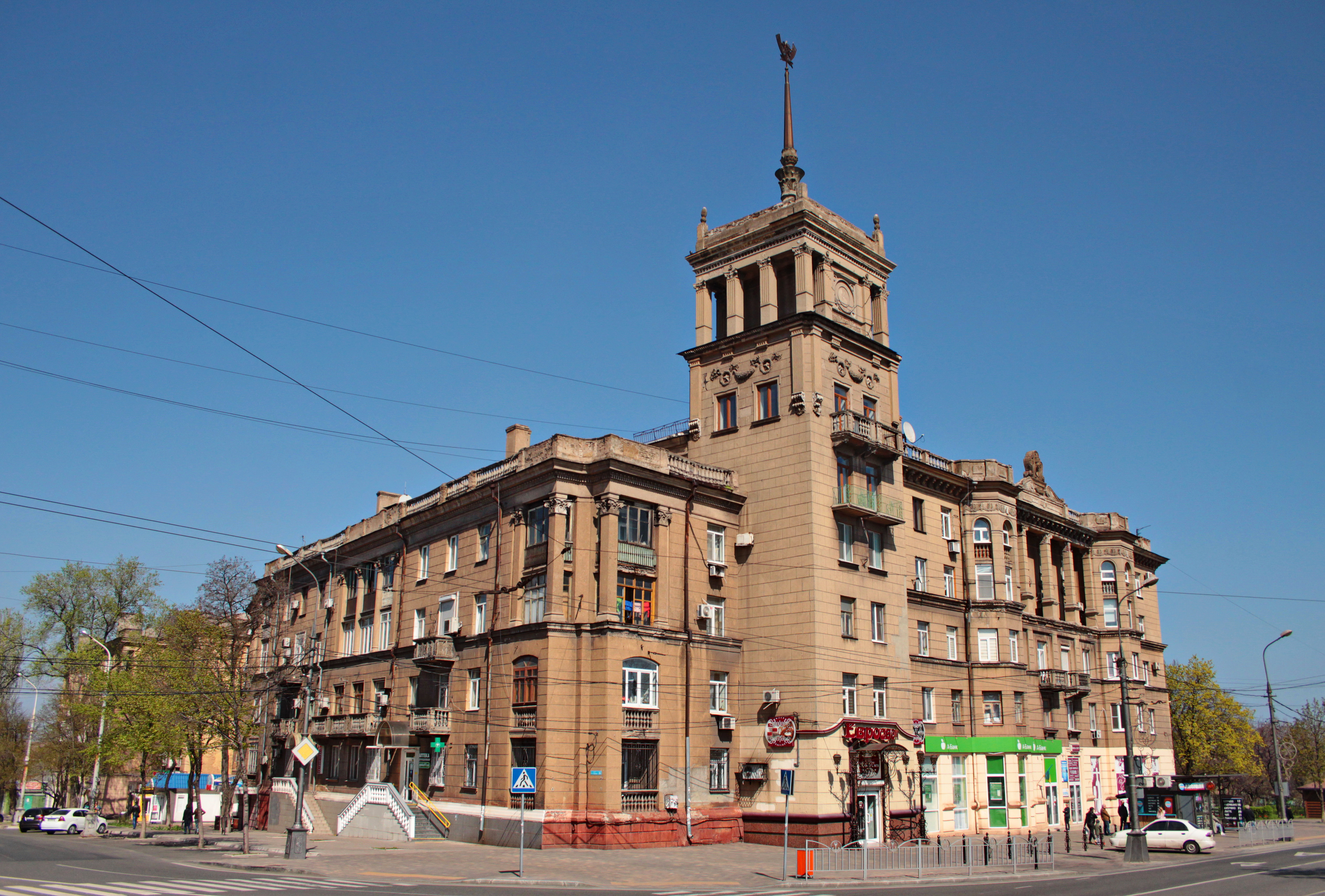
et sa jumelle à l'est.
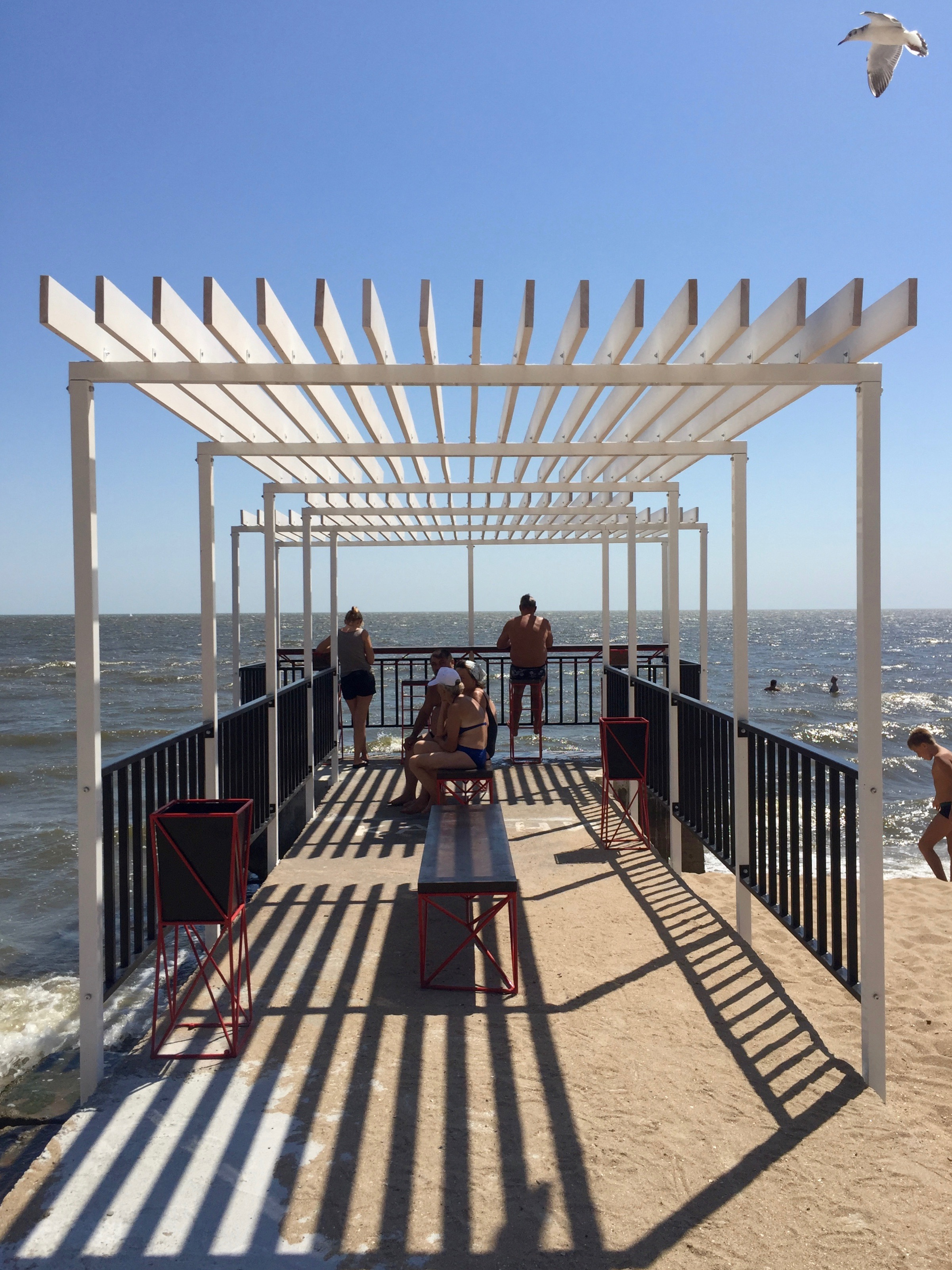
Jetée sur la plage centrale.
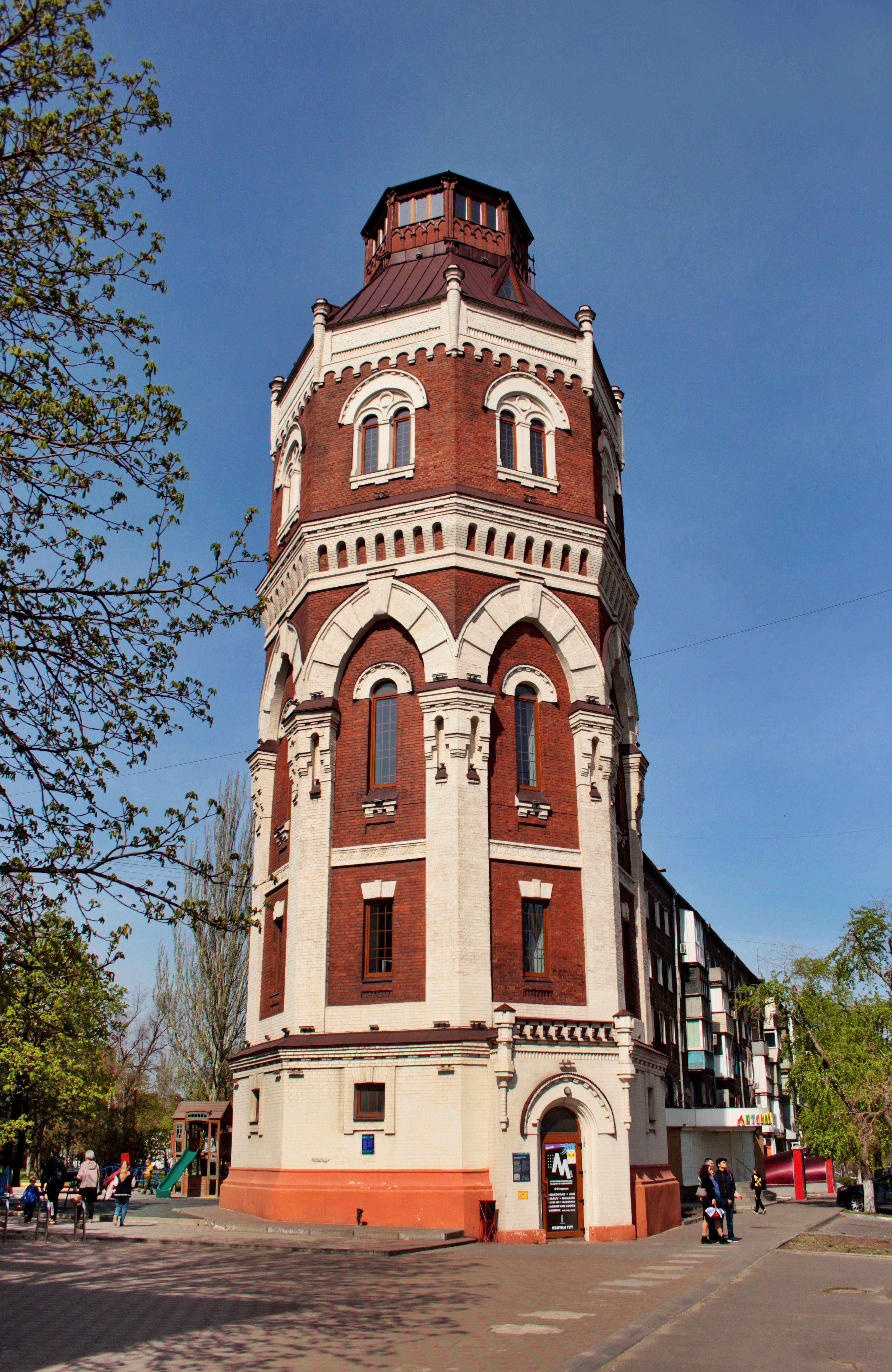
ancien château d'eau de Marioupol.
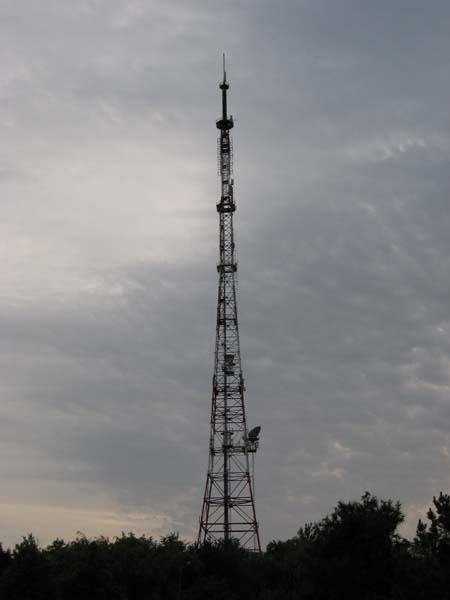
Antenne TV.
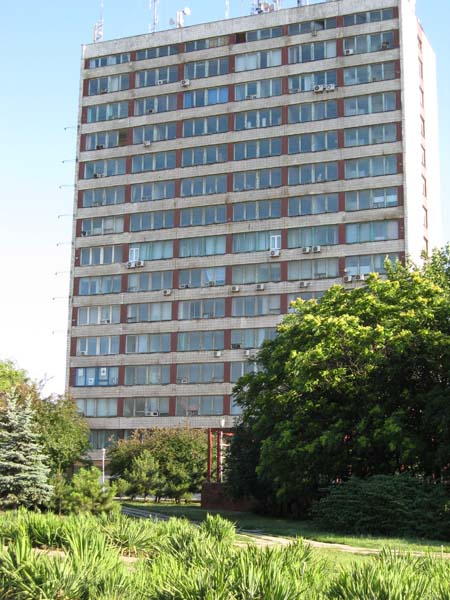
Institut Azovguipromez.